# Homosexualitat

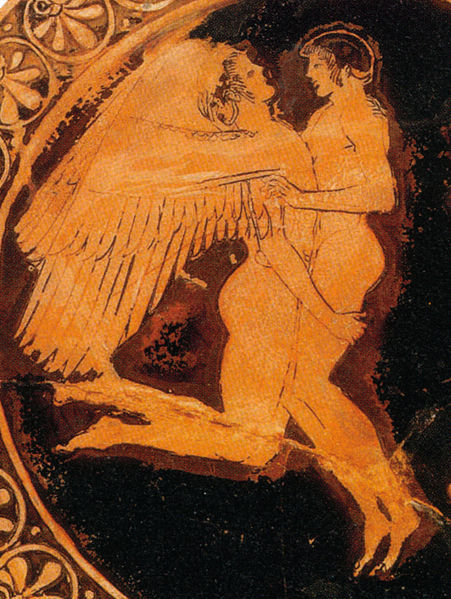
Zèfir i Jacint,
ceràmica grega de figures vermelles, 480 aC (Boston, Museu de Belles Arts).

L'homosexualitat és l'interès i l'atracció sexual, emocional, romàntica i afectiva cap a les persones del mateix sexe. L'orientació sexual es distingeix d'altres components de la sexualitat, com ara el sexe biològic, la identitat de gènere i el rol social del gènere. L'orientació sexual existeix en un contínuum entre l'heterosexualitat i l'homosexualitat exclusives i hi inclou diverses formes de bisexualitat.
Els adjectius més comuns són lesbiana per a referir-se a les dones homosexuals, i gai per als homes, tot i que hom fa ús de l'adjectiu gai per referir-se a tots dos, sigui als homes sigui a les dones. Determinar el percentatge de persones que s'identifiquen com a homosexuals ha estat una tasca difícil en els estudis acadèmics. En el món occidental, segons diversos estudis, entre el 2 i el 13% de la població es considera homosexual. Un report realitzat el 2006 va mostrar que el 20% de la població estudiada va declarar haver tingut algun tipus de sentiment homosexual, tot i que pocs dels participants en l'estudi es van identificar com a homosexuals.
En l'actualitat, la descripció de l'homosexualitat com a orientació sexual es contraposa al sentiment que havia abans al món occidental que la considerava immoral o patològica. De fet, des de la dècada del 1970, diverses associacions de psicologia, entre les quals l'Associació Americana de Psiquiatria i l'Associació Americana de Psicologia, van deixar de classificar-la com a trastorn mental; els estudis i les publicacions clíniques modernes argumenten que les atraccions romàntiques, els sentiments i els comportaments homosexuals són quelcom de normal i una variació positiva de la sexualitat humana. Quant a altres societats del món, un estudi del 1950 va reportar que el 70% les considerava una pràctica normal.

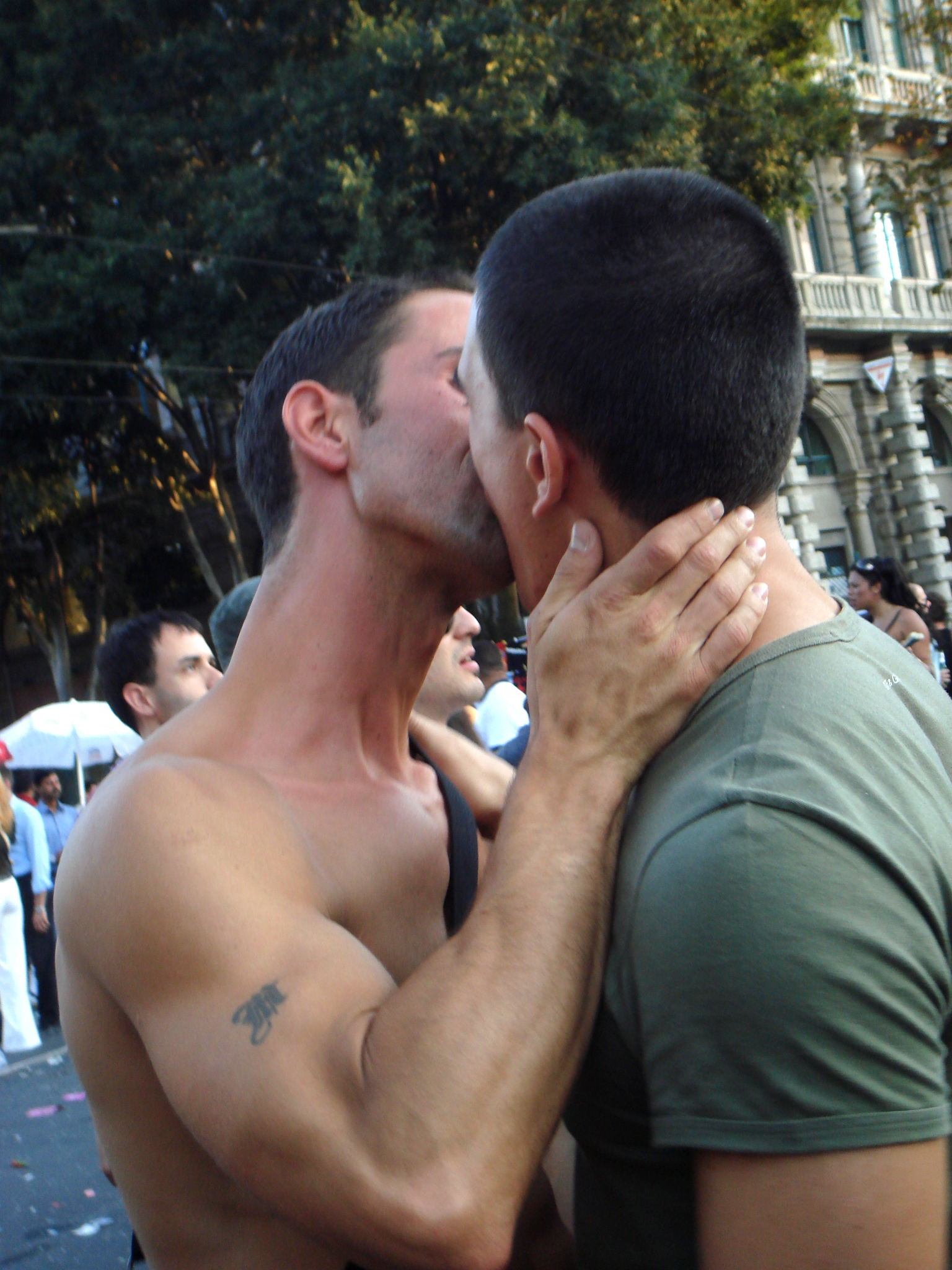
Dos homes besant-se.

La majoria dels estats del món no impedeixen el sexe consensual entre persones del mateix sexe no emparentades amb majoria d'edat. Algunes legislacions reconeixen drets idèntics, proteccions i privilegis per a les estructures familiars de les parelles del mateix sexe, incloent-hi el matrimoni. Altres nacions demanen que les persones restringeixin les seva sexualitat a les relacions heterosexuals, i d'altres imposen sancions i fins i tot la pena capital a totes aquelles que tinguin algun tipus de relació física amb persones del mateix sexe.

## Etimologia i altres termes
La paraula homosexual significa literalment "mateix sexe" i és un híbrid format pel prefix grec homo (mateix) i de l'arrel llatina sex-. Es va utilitzar per primera vegada en una publicació alemanya anònima del 1869, escrita per l'hongarès austríac Karl-Maria Kertbeny, en un pamflet que donava suport a la revocació de les lleis contra la "sodomia" a Prússia. Aquesta paraula va ser utilitzada en Psychopathia Sexualis (1886), un estudi de Richard von Krafft-Ebing sobre el que en aquella època es considerava una desviació sexual.
Algunes persones consideren que el terme és molt "clínic" i prefereixen l'ús dels termes gai i lesbiana. El terme "gai", usat com a substantiu i adjectiu, sovint fa referència a l'homosexualitat masculina, tot i que és freqüent veure'l usat com a sinònim d'homosexual, sigui per a homes, sigui per a dones. "Gai", en català, així com "gay" en anglès provenen de l'occità antic gai o jai i que en totes dues llengües tenen el significat original d'"alegre", "joiós" o "festiu". En anglès, amb el pas del temps, va començar a adquirir una accepció de viure "sense preocupacions" o "sense inhibicions". Després es va derivar una accepció d'immoralitat sexual, no necessàriament homosexual. No seria sinó fins al segle xx que va adquirir l'accepció d'homosexual masculí. D'aquesta accepció anglesa, el mot català va adquirir el mateix significat durant la segona meitat del segle xx. Per altra banda, el terme "lesbiana" i "lesbianisme", i l'adjectiu "lèsbic", fan referència exclusivament a l'homosexualitat femenina. Aquesta paraula es deriva del nom de l'illa de Lesbos, on vivia la poeta grega Safo, exclusivament amb dones, la qual s'encarregava del seu ensenyament i que, segons la mitologia, va proferir el seu amor per les dones. A finals del segle xix, es va començar a utilitzar aquest terme per a referir-se al tribadisme, i després a l'homosexualitat femenina en general.

## Conceptes bàsics de la sexualitat i el comportament homosexual
Per a entendre la sexualitat humana s'han de distingir alguns conceptes que la integren, entre els quals, el sexe biològic, la identitat de gènere, l'orientació sexual i la fluïdesa sexual.
La identitat de gènere fa referència al sentiment o identificació interna que té una persona de ser home o dona. Segons alguns estudis psicològics, la identitat de gènere es desenvolupa molt d'hora durant la infantesa, i se solidifica entre els 5 i els 6 anys. Per a la gran majoria dels homosexuals, la seva identitat de gènere és consistent amb el seu sexe biològic, és a dir, l'home homosexual es veu i es considera a si mateix com a home —i, per extensió, la dona homosexual com a dona— de la mateixa manera que els heterosexuals. Només si la identitat de gènere no s'estableix en una persona, o si és inconsistent amb el seu sexe biològic, es pot experimentar una aflicció psicològica, coneguda com a disfòria de gènere en la psicologia i la psiquiatria actuals, i en la majoria dels casos és exclusiva dels transsexuals.
L'orientació sexual o orientació de gènere, per altra banda, descriu un patró d'atracció durador o permanent, emocional, romàntic i/o sexual cap al sexe oposat, al mateix sexe, a tots dos o a cap. Fa referència als desigs i preferències que té una persona quant a la seva parella sexual i íntima. L'orientació sexual es basa en construccions psicològiques conscients i inconscients profundament sostingudes per la persona i, com han mostrat Alfred Kinsey i altres acadèmics, és una dimensió i no pas una categoria. Això vol dir que les persones poden experimentar un rang ampli de preferències i desigs sexuals cap a les persones del sexe oposat i del mateix sexe.
Així doncs, en termes generals, un home s'identifica com a homosexual si s'identifica com a home —la seva identitat de gènere és consistent amb el seu sexe biològic— i té, però, una atracció sexual cap a altres homes de manera gairebé preferent o exclusiva. Una persona la identitat de gènere del qual és consistent amb el seu sexe biològic però no prefereix les dones més que els homes, s'identifica com a bisexual. Aquestes són formes d'identificar-se, però, malgrat els usos actuals de la societat, no són categories de comportament sexual mútuament excloents, en entendre el rang ampli de preferències que una persona pot experimentar al llarg de la seva vida o les experiències sexuals que pugui tenir de manera esporàdica. A més a més, el fet que una persona experimenti o participi d'un comportament o acció catalogada com a homosexual no indica necessàriament que sigui clarament homosexual dins una categorització predeterminada i rígida. En molts casos, l'orientació sexual es presenta en un contínuum entre l'homosexualitat o heterosexualitat exclusives, amb diferents graus de comportaments bisexuals; és a dir, de manera més fluida, per exemple, en què algunes persones que s'identifiquen com a heterosexuals participen d'algun tipus d'activitat homosexual. L'orientació sexual defineix no sols l'activitat sexual sinó aquelles persones amb les quals una persona pot tenir una relació satisfactòria emocionalment, en un vincle de sentiment d'amor, pertinència o intimitat.
En anys recents, i emulat l'ús de la medicina, en especial l'epidemiologia nord-americana, la recerca social tendeix a definir l'orientació sexual sobre la base del comportament sexual en fer ús dels termes "homes que tenen relacions sexuals amb altres homes" o "dones que tenen relacions sexuals amb altres dones", sense importar la seva identificació com a "homosexuals" o "heterosexuals". Així, les diverses organitzacions de salut poden fer suggeriments mèdics sense incórrer en una categorització o identificació personal.
Les persones amb una orientació homosexual poden expressar la seva sexualitat de diverses maneres, no necessàriament en les seves accions o comportaments sexuals. Molts d'ells tenen relacions sexuals de manera predominant amb persones del mateix sexe —o més específicament, amb persones amb la mateixa identitat de gènere, és a dir, homes que s'identifiquen com a homes, amb altres homes que s'identifiquen com a homes. Tot i així, n'hi ha d'altres, d'homosexuals, que tenen relacions sexuals amb persones del sexe oposat, relacions bisexuals, o que no practiquen cap tipus d'activitat sexual (celibat). Les recerques científiques indiquen que molts homosexuals volen i assoleixen tenir relacions de parella duradores. Els homosexuals i els heterosexuals tenen les mateixes expectatives i ideals sobre les relacions romàntiques.

## Estudis acadèmics
La manifestació de l'orientació sexual està subjecta a la variabilitat. Per tant, ha estat comú que les persones homosexuals en les societats heteronormatives estimin, es casin i tinguin fills amb persones del sexe oposat, una pràctica comuna per raons principalment socials en les societats que rebutjaven les relacions homosexuals, i per amagar l'orientació sexual. La situació oposada va ocórrer en societats homonormatives, en què els homes se sentien principalment atrets al sexe oposat, però tenien relacions homosexuals prescrites per llur cultura. Ambdues adaptacions són formes de comportament sexual de situació. Una altra manifestació, i més comuna, del comportament sexual de situació, és el sorgiment d'actes homosexuals a les presons.

### Antropologia
Nombrosos investigadors que estudien la construcció social de les relacions entre persones del mateix sexe han suggerit que el concepte d'homosexualitat s'hauria d'explicar com a concepte d'"homosexualitats". Diuen que les relacions homosexuals han estat i continuen sent organitzades de maneres categòricament distintes per les societats de diferents regions. Aquestes variacions han estat agrupades per l'antropòleg Stephen O. Murray en tres formes d'associació:
- Igualitària: dues persones de qualsevol edat. A més a més, ambdues ocupen el mateix paper socialment acceptat com a heterosexuals. Aquest tipus d'associació és l'actual de la societat occidental.
- Estructurada per gènere: cadascú ocupa un paper de gènere diferent. Aquest tipus d'associació és comuna a l'Orient Mitjà i l'Àsia.
- Estructurada per edat: dues persones de diferents edats, sovint un adolescent i un adult. Aquest tipus d'associació era comuna durant la Grècia antiga, i practicada també pels samurai a la Xina.

En les formes d'estructura per gènere o per edat, sovint un membre ocupa el paper "passiu" i l'altre el paper "actiu". Entre homes, el paper passiu significa ser el receptor de semen (per mitjà de la fel·lació o el sexe anal; en algunes cultures del Pacífic, la recepció de semen era indispensable per a rebre "força" i "vida").
Alguns antropòlegs argumenten l'existència d'un quart tipus d'homosexualitat, l'homosexualitat estructurada per classe social, però molts acadèmics creuen que aquesta no és independent de la resta de les formes.
Usualment, en una societat en particular, una forma d'homosexualitat és predominant, encara que les altres hi coexisteixin. L'historiador Rictor Norton assenyala que, en la Grècia antiga, les relacions igualitàries coexistien (encara que amb menys privilegis) amb la institució de la pederàstia. L'homosexualitat igualitària s'està convertint en la principal forma practicada en el món occidental.

### Hipòtesis biològiques sobre l'origen de l'homosexualitat
L'estesa creença en què les experiències durant el desenvolupament en la infància, la influència i la relació amb els pares, les "males companyies", etc. poden explicar l'orientació homosexual, és tan discutida com la seva explicació amb base en causes biològiques. D'una banda, molts camps científics-naturals intenten demostrar que molts casos concrets d'homosexualitat tenen una causació biològica. Les dades empíriques de la realitat i els resultats experimentals en animals no-humans són coherents amb diverses teories biològiques i són incompatibles amb la teoria sociocultural. D'altra banda, la història de la ciència i les ciències socials argumenten amb dades socioculturals que l'orientació sexual és producte d'una relació confrontacional entre la biologia humana i l'entorn sociocultural, i que moltes vegades el poder polític sobre els cossos i el significat cultural de l'orientació sexual sobrepassa la "naturalitat" d'aquesta mateixa.

#### Teoria hormonal prenatal
Una hipòtesi recent de la formació de l'orientació sexual és la teoria hormonal prenatal. Aquesta diu que l'exposició prenatal d'un fetus a determinats nivells de les hormones circulants del cos de la mare determinen l'orientació sexual. No obstant això, aquesta determinació ha d'incloure el concepte de subjectivitat genètica. Els estudis entre bessons recolzen la teoria amb una raó de concordança elevada entre bessons idèntics que comparteixen el 100% de llur material genètic. Els bessons fraternals i els germans nascuts en temps diferents només comparteixen el 50% de llur material genètic (en terme mitjà) i la probabilitat que siguin ambdós homosexuals és menor.
Durant la gestació, l'embrió creix de grandària al mateix temps que es van diferenciant els diversos òrgans del nou ésser. Uns embrions (XX) es transformen en fetus femenins i uns altres (XY) en fetus masculins el que té la seva manifestació més evident en els òrgans genitals. Però, si accepta la presumpció que "el masculí" és tot el corresponent als homes i el "femení" tot el corresponent a les dones, tots els òrgans són feminitzats o masculinitzats, principalment el cervell, com a resultat de l'acció de la testosterona (masculinització) o per la falta de testosterona (feminització). La diferenciació sexual genital es produeix durant el primer trimestre de la gestació i la diferenciació sexual cerebral entre el segon i tercer trimestre. ja que tots dos processos estan desfasats en el temps, pot succeir que es diferenciï un cervell de femella humana en un fetus amb genitals de mascle humà. Anàlogament, pot masculinitzar-se el cervell d'un fetus femení. El cervell de moltes dones, independentment del sexe genital de la persona, determina una orientació sexual cap als homes. De la mateixa manera, el cervell dels homes, al marge del sexe biològic de la persona, determina l'atracció sexual per les dones. Sexe masculí amb cervell femení resultés ser d'aquesta manera "gai". Sexe femení amb cervell masculí resulta en conseqüència ser "lesbiana". L'orientació sexual ve determinada prenatalment per l'empremta de les hormones sobre el cervell durant la gestació. Durant la infància i l'adolescència, les hormones sexuals desenvolupen els caràcters sexuals secundaris (canvi de veu, barba, borrissol púbic, etc.) i activen l'orientació sexual establerta prenatalment, però no poden modificar-la.
Aquesta teoria està experimentalment demostrada en mamífers no-humans i, si és que és possible la comparació, se suposa que és l'explicació de la majoria dels casos d'orientació homosexual. Se sap a més que existeixen altres mecanismes biològics (l'anomenat efecte FBO) que expliquen altres casos d'homosexualitat. I sembla tenir bastanta probabilitat d'actuar també algun mecanisme epigenètic en altres casos.

#### Evidències neurològiques
El 1991, el neurocientífic nord-americà Simon LeVay, va publicar un article anomenat “Una diferència en l'estructura hipotalàmica entre homes homosexuals i heterosexuals”. Es demostrava que el tercer nucli intersticial de l'hipotàlem anterior (INAH3) era, de mitjana, dues vegades més gran en els homes heterosexuals que en les dones heterosexuals. En els homes homosexuals la grandària de l'INAH3 era similar al de les dones heterosexuals. L'INAH3, per la seva localització i connexions és l'equivalent humà de l'anomenat nucli sexualment dismòrfic de l'àrea preòptica (SDN-POA) d'altres mamífers estudiats (rates i ovelles) que se sap està relacionat amb la conducta sexual d'aquests animals no-humans. En les ovelles s'ha demostrat similar associació entre la grandària de l'SDN-POA i la preferència sexual: els moltons homosexuals mostren una grandària d'aquesta estructura nerviosa menor que els heterosexuals i similar al de les ovelles. El dimorfisme sexual cerebral en les ovelles es produeix abans del naixement i independentment de l'experiència sexual. Altres estructures del sistema nerviós central humà (comissura del cos callós, nucli supraquiasmàtic, etc.) mostren igualment diferències de grandària vinculades amb l'orientació sexual (el sexe mental) en comptes d'amb el sexe genital de la persona.
El neurocientífic neerlandès Dr. Dick Swaab, fundador del Banc de Cervells de la Universitat d'Amsterdam, esmenta que en l'orientació sexual interfereixen gran quantitat de factors com a circuits neuronals, factors genètics i hormones; però posa l'accent que, durant els sis primers mesos de vida gestacional, s'estableix una empremta de caràcter sexual en l'encèfal i que en dues etapes subseqüents i importants, durant els dos primers anys de vida i l'adolescència, existeixen canvis de gran activitat hormonal que poden consolidar la forma en què cada individu exerceix la seva sexualitat.
S'esmenten controvertides troballes pel que fa al consum de medicaments en dones embarassades, sobretot dins dels primers dos trimestres de vida gestacional, com la utilització d'analgèsics i antiinflamatoris no esteroideus podent inhibir la producció i síntesi de prostaglandines essencials en la configuració neuronal hipotalàmica fetal i que pot ser crucial per definir les característiques de l'orientació sexual.

#### Punt de vista psicològic
Alguns grups de psicòlegs, principalment als Estats Units, com Bertrand I. Halperin, han declarat que les tendències homosexuals són apreses, i que els homosexuals poden ser "guarits" de les seves tendències. La majoria, encara que no tots, dels psicòlegs que promouen aquesta teoria, coneguda com la teoria de la "teràpia reparativa", també professen la fe cristiana. No obstant això, uns altres psicòlegs no accepten aquesta teoria, donant evidència que el tractament pot ocasionar danys psicològics i, per tant, la majoria de les organitzacions mèdiques no l'han acceptada. A més, Halperin deriva les seves idees sobre el comportament del mateix sexe d'una anàlisi del complese d'Oedipus (Sigmund Freud va utilitzar el nom de "el complex d'Oedipus" per explicar l'origen de certes neurosis en la infància. Es defineix com el desig inconcient d'un fill home per a l'amor exclusiu de la seva mare). Halperin creia que els homes dediquen a les relacions sexuals amb altres homes causa una fallida en la resolució de problemes "Oedipus". Finalment, va concloure dient que un pare feble i una mare forta podien contribuir en els homes que es convertien en homosexuals.
L'homosexualitat, com a categoria psicològica, es constitueix a partir d'un article de Carl Westphal en 1870 sobre «les sensacions sexuals contràries».
Pel psicoanàlisi l'homosexualitat no ve donada per la genètica sinó que és una elecció. No una elecció voluntària o conscient ni alguna cosa que el subjecte pugui modificar per gust, sinó una elecció inconscient. No hi hauria res en la naturalesa humana que dictaminés que als homes han d'atreure'ls les dones i a les dones els homes.
L'elecció d'objecte d'amor, o sigui, enamorar-se d'un home o d'una dona, és alguna cosa que es definiria a partir de la resolució de la conflictiva edípica en tots els éssers humans, siguin homosexuals o heterosexuals. En el cas dels homosexuals, en comptes de triar al progenitor del sexe oposat, en sortir de l'edipo es triaria com a objecte d'amor al progenitor del mateix sexe. Aquesta elecció dependria més del tipus de vincle creat amb cada progenitor que de la naturalesa o els instints.
Durant el segle xx va haver-hi psicoanalistes que consideraven a l'homosexualitat dins de l'estructura perversa, però aquest concepte de perversió no posseeix la connotació vulgar pejorativa o moralitzadora, sinó que simplement engloba totes a les pràctiques sexuals que no porten a la reproducció, incloent les carícies i els petons.
Al segle xxi se sosté que l'homosexualitat apareix tant en una estructura mental perversa com en una estructura neuròtica o en una psicòtica i ja no es parla d'homosexualitat sinó d'homosexualitats. Es pensa la sexualitat en general com una pluralitat més polimorfa.
Freud derivava l'homosexualitat de la bisexualitat psíquica, comuna a tots els éssers humans i deia que intentar transformar un homosexual en heterosexual, era tan impossible com intentar transformar un heterosexual en homosexual.

### Resultat de modificacions no genètiques
Hi ha un debat considerable sobre els factors que produeixen l'orientació sexual en els humans, si aquesta no és produïda genèticament des de la concepció. Algunes de les propostes inclouen l'exposició del fetus a certes hormones (o nivells d'aquestes), com s'ha esmentat abans. Freud, i uns altres psicòlegs, particularment aquells de les tradicions psicoanalítiques i del desenvolupament, han proposat que les experiències formatives de la infantesa són clau en la formació de l'orientació sexual. Com a exemple, Freud creia que tots els adolescents humans són predominantment homosexuals i evolucionen cap a l'heterosexualitat durant l'adultesa; Freud creia que aquells que romanien dins l'homosexualitat durant l'adultesa havien experimentat un esdeveniment traumàtic que havia aturat el seu desenvolupament sexual. No obstant això, creia que tots els adults, fins i tot els que s'havien desenvolupat "sanament", encara conservaven una homosexualitat latent en diversos graus. El consens mèdic i científic modern és que els factors biològics —siguin genètics o adquirits dins de l'úter— produeixen experiències característicament homosexuals (com ara, comportament atípic), o que contribueixen en la formació de l'orientació sexual.

### Demografia
Dels estudis genètics, els de Kinsey i d'altres dels Estats Units, s'ha estimat que el 37% dels homes han tingut, com a mínim, alguna relació o contacte homosexual que ha acabat en l'orgasme. Els mateixos estudis han estimat que les persones que han tingut contactes exclusivament homosexuals, com a terme mitjà, són el 6%.

### Altres punts de vista

#### Informe Kinsey

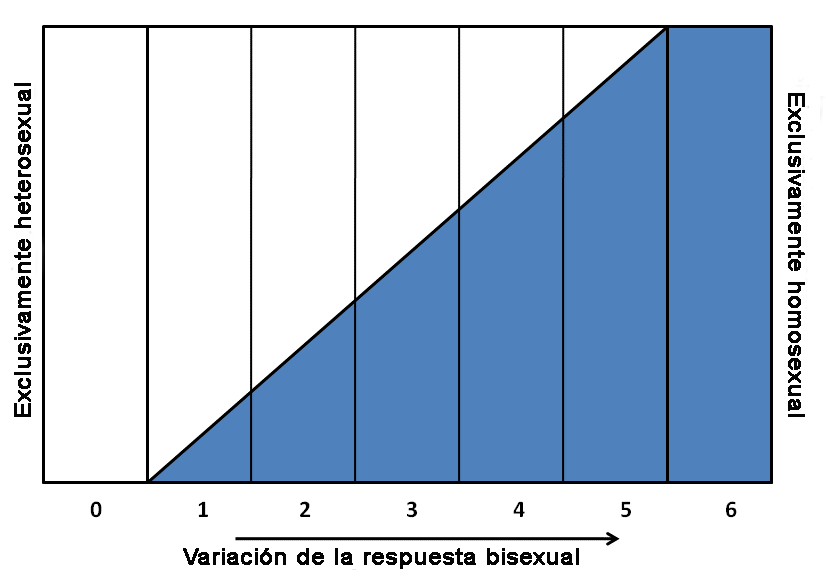
A l'Informe Kinsey s'estableixen diversos graus de bisexualitat, s'indica en blau la proporció de pràctiques homosexuals.

Així, amb posterioritat, els estudis científics realitzats per Alfred C. Kinsey, entre ells, Sexual Behavior in the Human Male (Comportament sexual de l'home humà) (1948) i Sexual Behavior in the Human Female (Comportament sexual de la femella humana) (1953) van concloure que, analitzats tant el comportament com la identitat, la major part de la població sembla tenir almenys alguna tendència bisexual (atracció cap a persones tant d'un com d'un altre sexe), encara que ordinàriament es prefereix un sexe o un altre. Kinsey i els seus estudiants van considerar que només una minoria (del 5 al 10 per cent) és completament heterosexual o completament homosexual. De la mateixa manera, només una minoria encara més petita pot considerar-se completament bisexual i es van establir diversos graus de bisexualitat. Estudis posteriors han volgut demostrar que l'informe de Kinsey havia exagerat la prevalença de la bisexualitat en la població; però la seva idea encara gaudeix d'una gran acceptació.

#### Teoria queer
Alguns pensadors en els estudis de gènere, com el filòsof francès Michel Foucault (encara que alguns hagin argumentat que les seves idees en aquest tema han sofert distorsió) o la filòsofa Judith Butler, ataquen la idea que les identitats sexuals —tals com l'homosexualitat, l'heterosexualitat o la bisexualitat— tinguin qualsevol existència objectiva. Diuen, en el seu lloc, que són construccions socials. Aquest punt de vista teòric es diu teoria queer. Un argument freqüent és que l'homosexualitat premoderna era diferent de l'homosexualitat moderna, perquè era estructurada per edat, per sexe o per classe, en comptes d'igualitària. Els crítics contesten que, encara que l'homosexualitat d'èpoques diferents hagi tingut trets diferents, el fenomen bàsic ha existit sempre i no és una creació de la societat actual.

#### Selecció social de Roughgarden
Una de les últimes teories proposades per a l'homosexualitat es basa en l'anomenada selecció social. Proposta per la professora de biologia de la Universitat Stanford Joan Roughgarden, en el seu llibre Evolution's Rainbow (‘L'Arc de Sant Martí de l'evolució’) la teoria s'enfronta a la selecció sexual de Darwin. Bàsicament nega la reducció de la diversitat sexual a dos sexes, un masculí i agressiu i un altre femení i cohibit. Amb nombrosos exemples del regne animal i de cultures diferents de l'occidental, mostra que la naturalesa i les diferents societats ofereixen solucions sorprenents a la sexualitat: peixos amb diversos tipus diferents de mascles o els components dels quals canvien de sexe en cas de necessitat; mamífers que tenen alhora òrgans reproductors masculins i femenins, etc. En el cas de la biologia humana, afirma que l'existència d'homosexuals, transsexuals i hermafrodites no és més que una variació natural que s'integra perfectament en la diversitat mostrada pels altres animals. L'expressió social d'aquesta diversitat es trobaria en societats com la dels nadius nord-americans, amb els seus dos esperits, els mahu polinèsics, els hijra indis o els eunucs, que identifica amb persones transgènere.

### Homosexualitat en la població

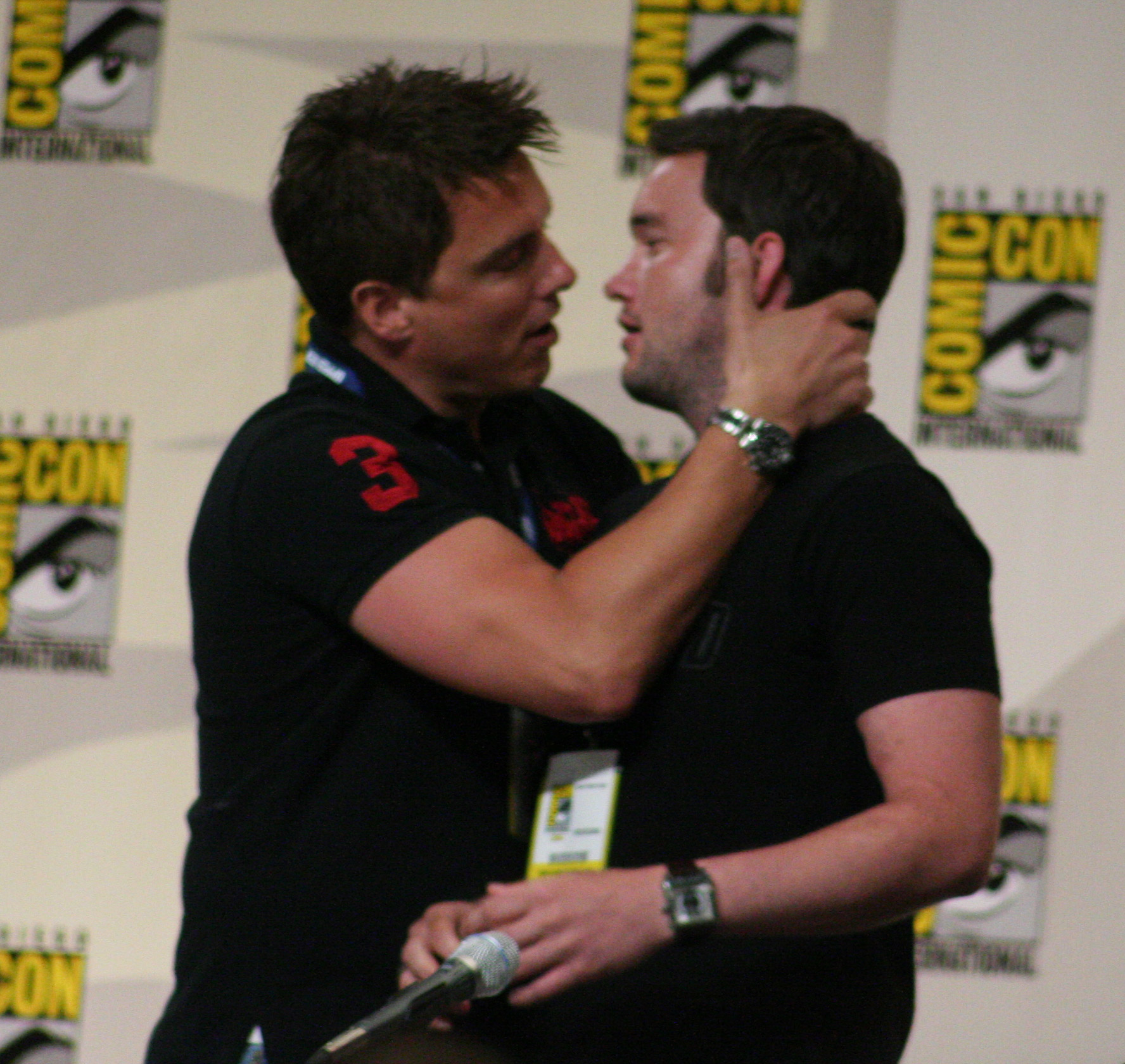
Petó entre John Barrowman, actor escocès i el seu company de repartiment i parella fictícia en la sèrie Torchwood Gareth David-Lloyd ComicCon 2008, San Diego, Califòrnia

Les persones que generalment tenen una orientació heterosexual poden sentir desitjos lleus o ocasionals cap a persones del mateix sexe, de la mateixa manera que aquells que generalment tenen una orientació homosexual poden sentir desitjos lleus o ocasionals cap a persones del sexe oposat. L'Informe Kinsey, que estudia el comportament sexual humà, classifica les tendències sexuals en escales on l'heterosexualitat i l'homosexualitat exclusives són les minoritàries en la població, mentre que la resta formen part de diferents graus de bisexualitat. Aquesta escala és anomenada Escala de Kinsey.
Hi ha persones amb orientació homosexual que, per les condicions d'intolerància i violència o de difícil accés a altres persones del mateix sexe, s'han forçat a si mateixos a mantenir relacions heterosexuals. La repressió, l'homofòbia i la postura de la major part de les religions obliga als homosexuals a amagar la seva orientació fingint davant la societat tenir una orientació heterosexual, la qual cosa es denomina col·loquialment «estar dins l'armari». No obstant això, autors com el doctor Joseph Nicolosi refereixen que, si molts homosexuals oculten la seva orientació sexual, no es deu tant a la repressió social, que no es nega com a factor secundari, sinó al fet que l'homosexualitat en si mateixa representa per a l'homosexual una condició d'incompatibilitat tant a les bases socials establertes com al seu particular sistema de valors morals, és a dir, que existeix un conflicte entre el que s'és i el que s'ha de ser segons l'educació familiar que s'hagi donat, així com a certs graus de trastorn en la identitat sexual.
En l'actualitat, hi ha persones amb orientació homosexual que estan 'sortint de l'armari' o que 'han sortit de l'armari', la qual cosa s'aplicaria a les persones que deixen de fingir o reprimir la seva orientació sexual.
L'activitat sexual amb una persona del mateix sexe no es considera necessàriament homosexualitat com orientació sexual, sinó un comportament homosexual. No tots els que desitgen a persones del mateix sexe s'identifiquen com a homosexuals o bisexuals. Alguns tenen relacions sexuals sovint amb persones del mateix sexe, si bé persisteixen a afirmar que són i es defineixen com a heterosexuals. Seria llavors possible distingir entre comportament, desig i identitat homosexual, els quals no sempre coincideixen. Per exemple, en alguns llocs segregats per sexe pot aparèixer relacions homosexuals "situacionals", encara que el comportament sigui heterosexual fora d'allí. El mateix pot ocórrer per raons econòmiques o alienes a la voluntat.
L'informe Kinsey va reportar que el 37 per cent dels homes nord-americans admetien que havien experimentat un orgasme en tenir contacte sexual amb un altre home. La major part dels estudis a l'atzar efectuats als Estats Units i a l'Europa occidental estimen que al voltant del 8 per cent dels homes i les dones admeten haver tingut alguna experiència homosexual, i que al voltant del 2 per cent admeten la seva preferència per experiències exclusivament homosexuals. El National Opinion Research Center ("Centre Nacional de Recerca en Opinions", en català) ha informat que aproximadament el 0,7 per cent dels homes nord-americans es consideren homosexuals.

## Homosexualitat en la història i les civilitzacions
Els costums sexuals han variat força amb el pas del temps, i de regió a regió. Aquestes i l'orientació de diversos personatges precontemporanis encara són estudiats. La cultura "gai" occidental moderna, producte de la psicologia del segle xix i dels anys posteriors a l'alliberament homosexual post-Stonewall, és una manifestació nova de l'amor entre persones del mateix sexe. Per tant, no és l'estàndard, si es vol estudiar i entendre les concepcions i opinions històriques sobre el sexe entre persones del mateix sexe.
Els acadèmics accepten que personatges històrics importants, com ara Sòcrates, Alexandre el Gran, Miquel Àngel, Donatello, Christopher Marlowe i Lord Byron, tenien relacions, també o únicament, amb uns altres homes. Sovint han estat catalogats amb els termes "gai" o "bisexual", però això seria una introducció anacrònica d'una construcció social moderna de la sexualitat que no existia aleshores. Les variacions dels estàndards moderns de la bellesa, els papers socials, les posicions sexuals, i les disparitats d'edat, eren tan diferents que les projeccions modernes no tenen cap significat per als personatges històrics.
La majoria de la recerca sobre l'homosexualitat històrica no utilitza la dicotomia polar entre l'homosexualitat i l'heterosexualitat, ja que és una concepció moderna. L'argument que es fa servir és que cap persona de l'antiguitat va experimentar l'homosexualitat com una forma de sexualitat exclusiva, permanent i/o definida. D'altres, però, han criticat aquest argument citant Plató, que sembla indicar l'existència de l'homosexualitat exclusiva.
L'homosexualitat ha estat present en les societats des de temps molt antics, i s'han trobat casos d'homosexualitat bastant ben documentats des de la més primerenca antiguitat.

### A Grècia i Roma

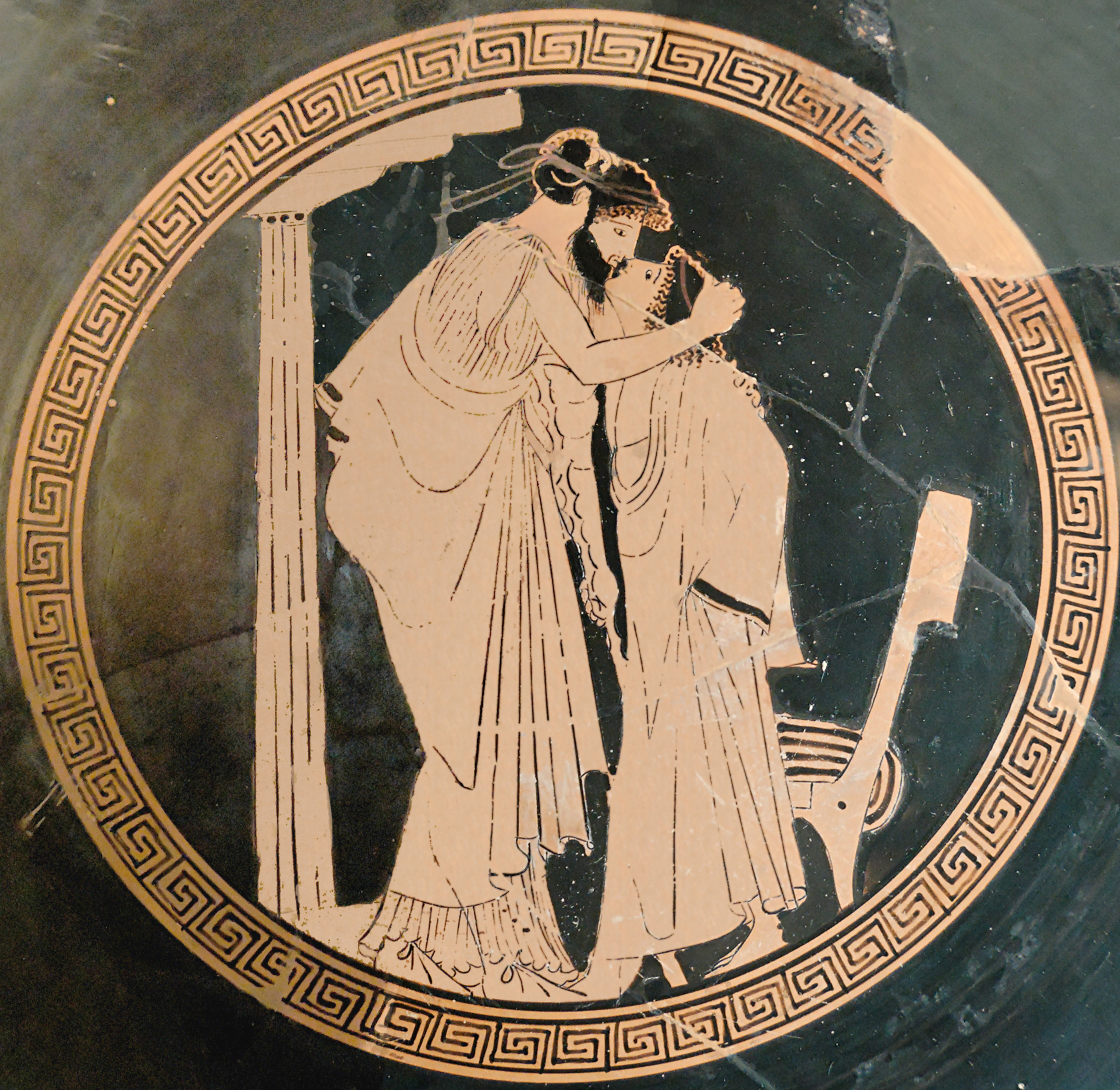
Kylix àtic que representa un amant (ἐραστής) besant el seu amat (ἐρώμενος). Les representacions d'escenes pederàstiques són abundants en l'art grec.

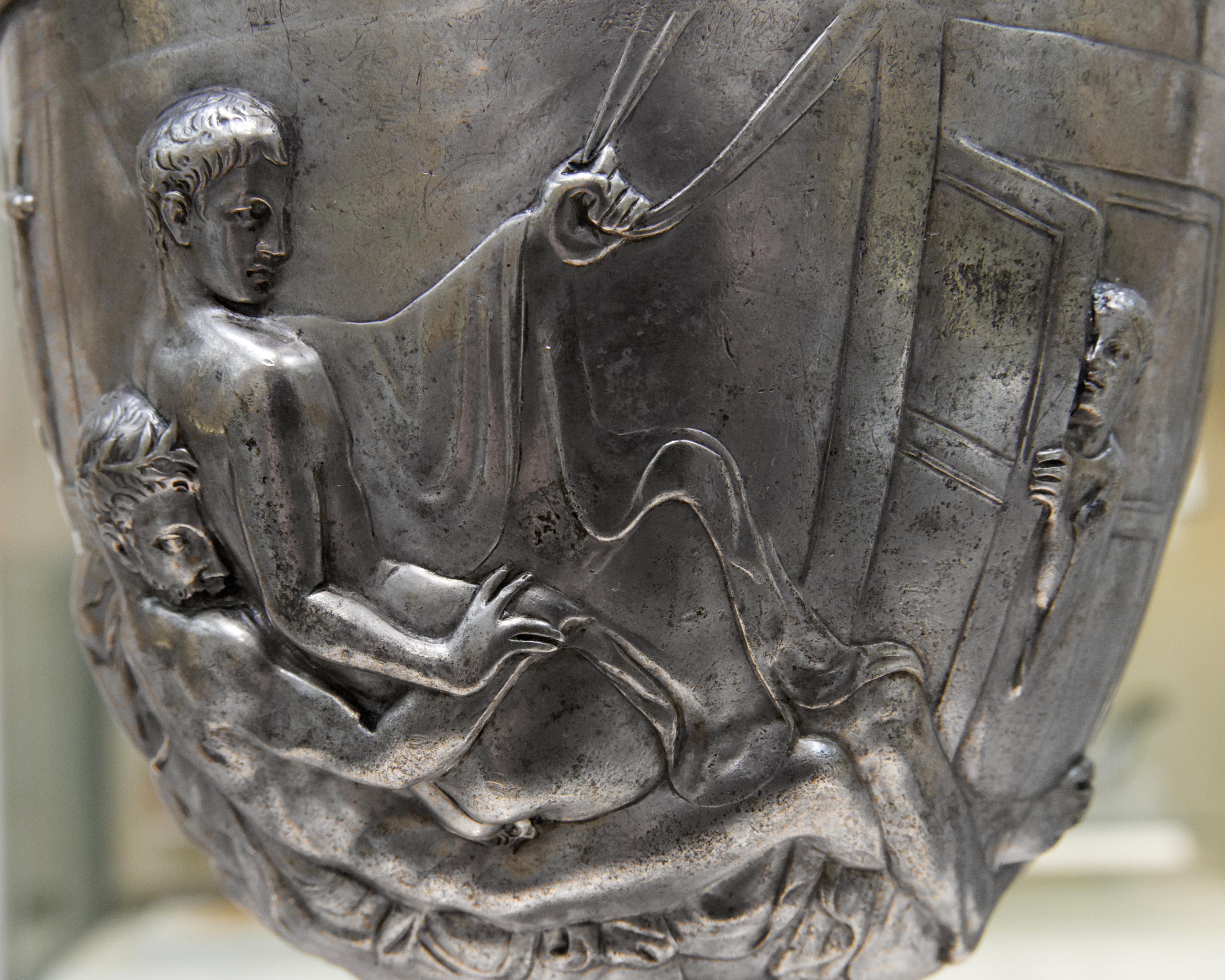
Detall de la copa Warren d'un jove sent penetrat per un home.

El lloc de l'homosexual en la societat i la percepció de l'homosexualitat canvia moltíssim entre les societats i les èpoques. A l'antiga Grècia, per exemple, es considerava normal que un noi (entre la pubertat i el creixement de la barba) fos l'amant d'un home adult, el qual s'ocupava de l'educació política, social, científica i moral de l'estimat. Però es considerava més estrany que dos homes adults mantinguessin una relació amorosa (encara que es veu que era normal en la relació entre Aquil·les i Pàtrocle, o en les parelles de soldats tebans i en la relació entre Alexandre el Gran i Hefestió de Pel·la). Quan es parla de l'homosexualitat en els exèrcits de l'antiga Grècia s'esmenta principalment al Batalló Sagrat de Tebes, però aquest no és l'únic exemple de pràctiques homoeròtiques o homosexuals entre els militars dels exèrcits grecs. Eren freqüentment utilitzades tant en l'ensinistrament i l'entrenament militar, com per mantenir la moral i enfortir els llaços i l'esperit de combat de la tropa en temps de guerra.
Existeixen nombrosos exemples de literatura lírica enaltint l'amor i les relacions homoeròtiques. Els poetes llatins de l'època donen per fet que tots els homes senten desig homosexual en algun moment. Exemples de poetes amb alguna obra que lloen aquestes relacions són Càtul, Horaci, Virgili o Ovidi. Cal destacar el fet que ser «passiu» no era ben vist socialment, perquè es considerava que ser-ho significava ser intel·lectualment inferior i més inexpert que el que assumia un rol «actiu». També és destacable que l'homosexualitat femenina no estava ben vista; la màxima grega era, referent a això, que «la dona era per a la reproducció, però l'home per al plaer». Es reconeixia que era necessari preservar l'estirp, l'espècie, però que solament es podia trobar plaer en la relació íntima amb un altre home, ja que l'home es considerava un ser més perfecte que la dona i, per tant, la unió entre dos homes seria més perfecta. Per la seva banda Marcial defensa les relacions pederastes enaltint l'amor cap al noi, no el seu mer ús sexual. En un passatge anecdòtic esmenta que és descobert per la seva esposa "dins d'un noi", ella li recrimina amb menyspreu dient-li que no li podria donar el mateix que ella. Ell replica amb una llista de personatges mitològics que, malgrat estar casats, tenen un jove amant masculí i acaba dient que la diferència amb una dona és solament que ella té dues "vagines"

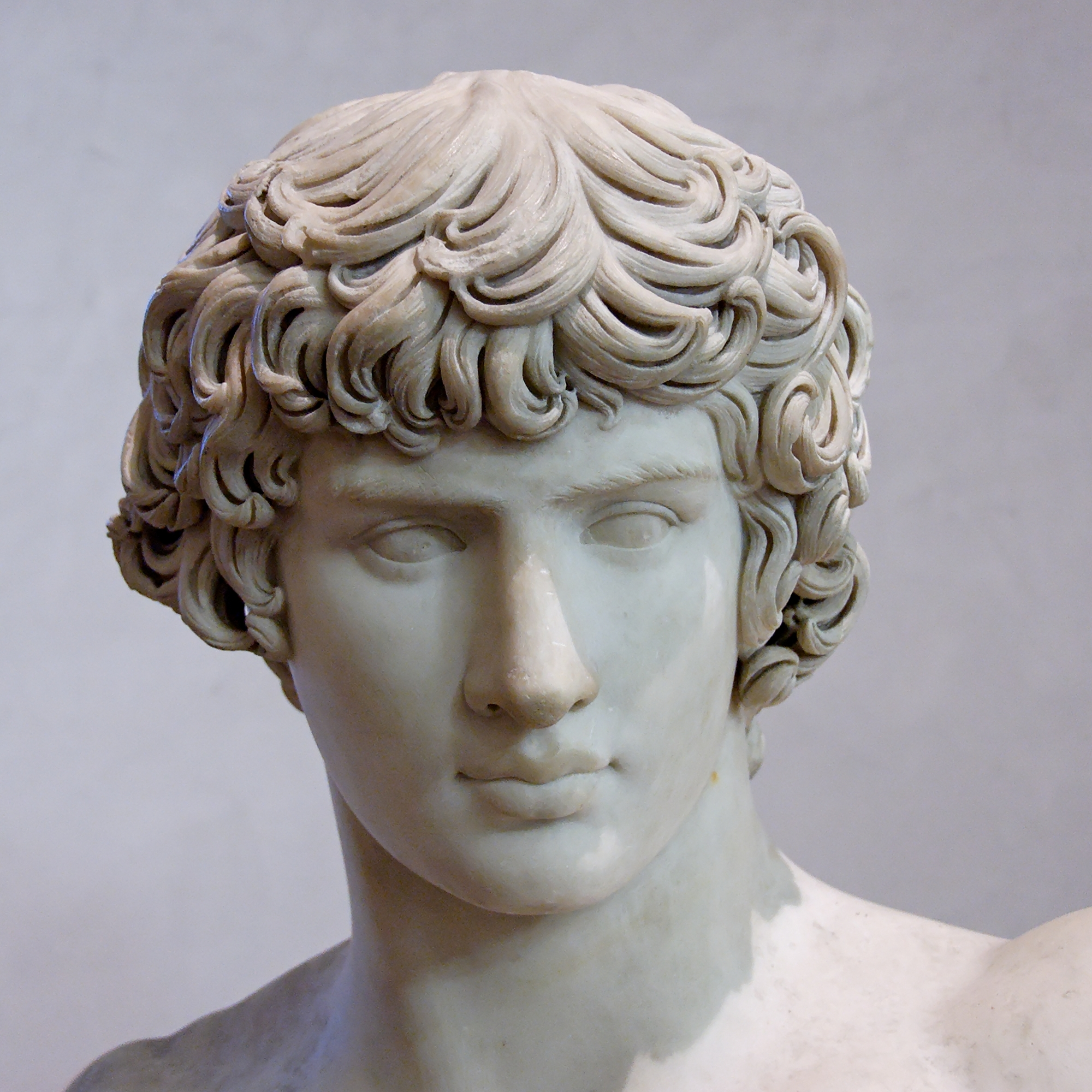
Antínous, el jove grec amant de l'emperador Hadrià.

Al segle I Suetoni i Tàcit constaten la generalització de matrimonis entre homes sense traves, ja que el matrimoni en la societat romana era un contracte privat. L'emperador Neró va ser el primer emperador romà que es va casar amb un altre home, un jove eunuc del palau anomenat Esporus i convertit en Savina per Neró per reemplaçar a la seva estimada i morta Popea. Edward Gibbon ja el 1776 confirma que dels dotze primers emperadors només a Claudi li interessaven exclusivament les dones. Tots els altres van tenir nois o homes com a amants. El fet que Claudi no tingués cap amant masculí va ser objecte de crítica per part de Suetoni en la seva obra Les vides dels dotze cèsars. A l'antiga Roma, si bé alguns autors com Tàcit o Suetoni consideraven l'homosexualitat com un signe de degeneració moral i fins i tot de decadència cívica, era relativament freqüent que un home penetrés a un esclau o a un jove, mentre que el contrari era considerat una desgràcia. De Juli Cèsar, el gran geni militar, es deia que era vir omnium mulierum et mulier omnium virorum, això és, ‘el marit de totes les dones i la dona de tots els marits'. Famós pels seus enamoriscaments amb les dones de la noblesa romana, els rumors sobre la seva homosexualitat tenen el seu origen en el 80 A. de C., quan el jove Juli Cèsar va ser enviat com a ambaixador a la cort de Nicomedes IV de Bitínia. Pel que sembla, el rei asiàtic va quedar tan enlluernat amb la bellesa del jove missatger romà que el va convidar a descansar a la seva habitació i a participar en un festí on va servir de coper reial durant el banquet. La seva estada a Bitínia va generar forts rumors que tots dos —Juli Cèsar i Nicomedes— van ser amants, la qual cosa va motivar als adversaris polítics de Juli Cèsar a anomenar-lo «reina de Bitínia», fins i tot temps després de la seva estada en el regne. Tant a Marc Antoni com a Octavi (aquest últim conegut després com Cèsar August) se'ls va assenyalar que tenien amants masculins. A principis de la joventut d'Octavi se li van retreure diversos actes vergonyosos; Sixt Pompeu l'acusava d'efeminament; Marc Antoni, d'haver guanyat l'adopció pel seu oncle Juli Cèsar mitjançant relacions contra natura; i Luci, germà de Marc Antoni, que després de sacrificar el seu honor a Cèsar s'havia lliurat a Aulus Hirtius a Hispània per tres-cents mil sestercis i que utilitzava per depilar les seves cames petxines roent, per fer créixer el pèl suau. De nou Suetoni consigna que l'emperador Neró, prenent el rol passiu amb el llibert Doryphorus, imitava els crits i gemecs d'una dona jove. També l'emperador Galba se sentia atret per homes forts i experimentats. I en diverses ocasions s'informa que els soldats eren assaltats sexualment pels seus oficials superiors.
La pràctica de la pederàstia té el seu apogeu durant el regnat de l'emperador Hadrià, que comparteix la passió pels nois amb el seu antecessor Trajà. És famós el seu amor pel jove grec Antínous. Després de la seva prematura mort ofegat, Hadrià va erigir temples a Bitínia, Mantinea i Atenes en el seu honor, i fins i tot li va dedicar una ciutat, Antinoòpolis. Cal destacar al jove emperador Heliogàbal, conegut pels seus nombrosos amants i que a principis del segle iii sent adolescent va escandalitzar als seus contemporanis casant-se públicament dues vegades vestit de dona, adoptant així explícitament el paper passiu en la relació. Són múltiples les anècdotes sobre el seu comportament lasciu, i els soldats de la seva guàrdia personal eren coneguts com les «cues de ruc» per ser reclutats a les termes entre els més dotats. El també emperador del segle iii Filip l'Àrab, tot i que es creu que va ser el primer emperador cristià, va ser conegut per la seva afició als nois. L'acceptació social de les relacions pederastes i homoeròtiques va anar decaient al llarg dels segles a mesura que es va anar implantant el cristianisme.

### En altres latituds
Una ràpida mirada a la història mostra que l'homosexualitat ha existit en totes les civilitzacions tant a Orient com a Occident o en el Nord o en el Sud. Va existir entre els xinesos i els japonesos -que la van anomenar "shudo"-. Entre els motxiques i els quetxuas, els asteques, narrat en les cròniques. Els grecs i els romans van glorificar l'homosexualitat i se sap bé de la importància que se li dona en els poemes de La Ilíada. Hi ha molts casos documentats de relacions entre el mateix sexe en espècies animals.

### La Inquisició

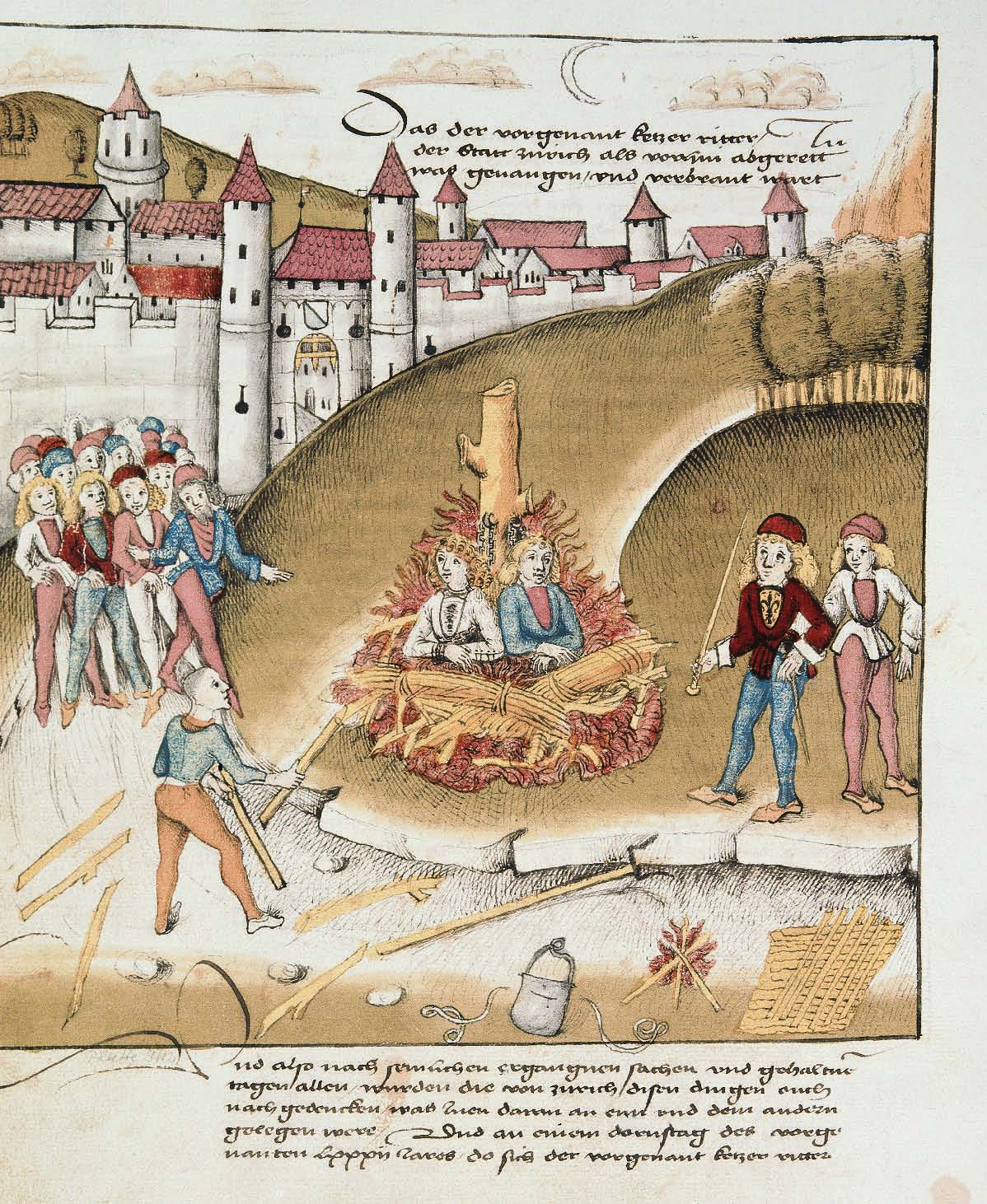
Crema del cavaller de Hohenberg i del seu servent condemnats a morir a la foguera per sodomia a la muralla de Zúric, 1482.

La persecució de l'homosexualitat per l'Església Catòlica va ser constant al llarg de l'edat mitjana, si bé la sodomia era una acusació útil que de vegades s'unia, i no sempre es distingia, de la d'heretgia, la qual cosa fa francament difícil qualsevol anàlisi. Els processos més sonats, com l'atac contra els templers, acusats de lliurar-se a pràctiques homosexuals i herètiques, són tots sospitosos i promoguts per raons polítiques. En circumstàncies normals els nobles i privilegiats rares vegades eren acusats d'aquesta classe de delictes, que requeien gairebé totalment sobre persones poc importants i de les quals es tenen poques dades.
Durant els segles V al XVIII, la tortura i la pena capital, generalment a la foguera, eren els suplicis als quals es condemnava a la major part d'Europa als homosexuals. La Santa Inquisició de l'Església Catòlica no es diferencia molt, en la seva persecució de l'homosexualitat, del que era corrent a gairebé totes parts, i és culpable de la tortura i mort d'innombrables persones acusades del denominat pecat.
Encara es conserven expressions en el llenguatge (en idiomes diversos) que fan referència a la crema a la foguera dels homosexuals:
- finocchio (finoquio), que en italià significa ‘marieta’ i també ‘fonoll’ (perquè s'embolicava a la persona en fulles de fonoll per retardar la seva agonia entre les flames); encara que existeix una opinió errònia (tenyida d'homofòbia) que l'accepció insultant és moderna i prové del terme caure de genolls o agenollar-se (per realitzar sexe oral). Però en italià, genoll és ginocchio, i no finocchio;
- faggot, que en anglès actual significa ‘marieta’, però que en el passat volia dir ‘feix de llenya’, i es relaciona amb la llenya amb què els homosexuals eren cremats vius fins a morir pel seu pecat contra natura.

### Homosexualitat en la pirateria
S'ha documentat l'homosexualitat entre els mariners, sobretot entre els pirates, on era normal que els pirates adults raptessin nois joves durant les seves incursions perquè es convertissin en nous pirates i en els seus amants, ja que les dones no estaven ben considerades en la pirateria.
En un ambient marítim freturós de dones o grup social d'un mateix sexe, l'homosexualitat i les pràctiques homosexuals eren àmpliament acceptades i part de la vida diària al món dels bucaners o pirates. La majoria dels pirates rebutjaven l'heterosexualitat fins i tot quan en els ports existia la possibilitat de tenir contactes sexuals amb dones, generalment prostitutes. Les dones capturades rares vegades eren utilitzades sexualment, sinó més aviat eren usades per demanar rescat. Alguns pirates preferien als nois joves, a causa d'això solien raptar-los i obligar-los a aprendre sobre marineria sent entrenats per un pirata tutelar. El pirata i el seu «aprenent» creaven forts llaços arribant fins i tot a dormir i menjar junts, en algunes ocasions compartien el botí.
Els pirates van conformar els primers «matrimonis» o unions homosexuals de la història moderna en la institució coneguda com a matelotatge. Era una unió contractual entre dos homes, que incloïa l'herència dels béns en cas de defunció d'un dels «cònjuges». El «matelot» era generalment el pirata, parella sexual o company més jove o econòmicament desfavorit. Un cas notable de matelotatge és la unió entre els pirates Legolif i Pulverin. També es coneixen casos de pirates dones amb tendències o trets homosexuals, tal és el cas d'Anne Bonny i Mary Read.

### Amèrica

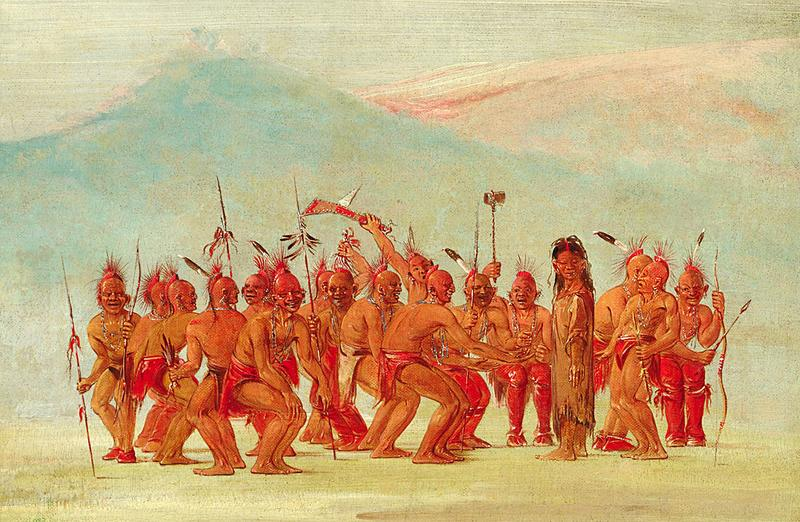
Dansa de celebració de l'individu de dos esperits

En la societat dels amerindis nord-americans, l'homosexualitat estava centrada en la figura de l'individu de "dos esperits". Aquestes persones, sembla que eren reconegudes per la majoria de les tribus, cadascuna de les quals tenia un terme particular per parlar-ne. Usualment, els individus de dos esperits eren reconeguts des de la infantesa i els pares tenien l'elecció d'escollir-ne el camí, i si el nen acceptava, era criat de la manera necessària, aprenent els costums del gènere que havia seleccionat. Els individus de dos esperits eren normalment xamans o es creia que tenien poders especials que no tenien els xamans ordinaris.

### Àsia

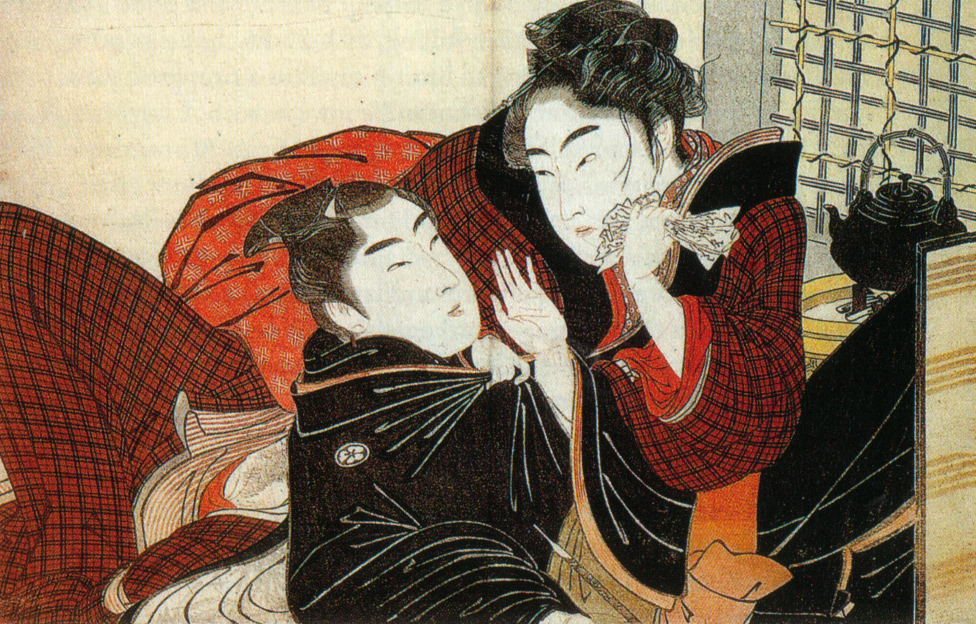
Homosexualitat japonesa

Les relacions homosexuals a la Xina, conegudes com "el plaer del préssec mossegat" o el "costum del sud", van ser registrades des del 600 aC. Aquests eufemismes s'utilitzaven per descriure l'activitat, però no pas la identitat. Aquestes relacions estaven caracteritzades per les diferències en l'edat i la posició social dels participants.
L'homosexualitat al Japó, coneguda com a shudo o nanshoku, termes amb influència de la literatura xinesa, ha estat documentada durant milers d'anys com a element integral de la vida monàstica budista i de la tradició dels samurais. Aquesta cultura d'amor entre persones del mateix sexe va produir tradicions de pintura i literatura que documentaven i celebraven aquestes relacions.
De manera similar, a Tailàndia, els kathoey han estat part de la societat del país durant molts segles, i llurs reis tenien amants d'ambdós sexes. Els kathoey eren homes que es vestien com a dones i eren acceptats per la societat.
A la civilització islàmica medieval, les relacions pederastes "eren tan fàcilment acceptades en els cercles de classe alta que feien sovint poc o cap esforç per amagar la seva existència."

### Europa
Els documents occidentals més antics (siguin obres literàries, objectes d'art o materials mitogràfics) que mostren relacions homosexuals provenen de l'antiga Grècia (normalment representades en gerros de ceràmica). Ens ensenyen un món en què les relacions amb dones i amb homes joves eren el fonament essencial de la vida amorosa d'un home. Les relacions homosexuals eren una institució social construïda al llarg del temps i que s'estenia d'una ciutat cap a una altra. Aquesta pràctica, un sistema de relacions entre un home adult i un adolescent abans de la majoria d'edat, eren valorades pels seus beneficis pedagògics i com a control poblacional, encara que ocasionalment es deia que causava desordre. Plató va lloar-ne els beneficis en els seus primers escrits, però més tard va proposar la prohibició. A l'antiga Roma i al món antic en general els abusos sexuals que patien els esclaus eren molt freqüents i estaven socialment acceptats, ja que eren considerats "coses" i "propietats" i no persones. També eren freqüents els abusos sexuals que patien els soldats en mans dels seus superiors, sobretot dels nobles i dels emperadors. L'emperador romà Teodosi va decretar una llei, el 6 d'agost del 390, que condemnava els homosexuals passius a ser cremats en una foguera. Justinià I, a la fi del seu regnat, va incloure els homosexuals actius en aquesta llei (el 558), argumentat que aquesta conducta duria la destrucció de les ciutats per la "ira de Déu". També era freqüent durant totes les èpoques la prostitució masculina de molts joves de classe baixa, com s'ha documentat en el món antic i en el Londres del segle xix, fins i tot de soldats joves durant el seu temps lliure per incrementar el seu baix sou. També s'ha documentat l'homosexualitat entre els mariners, sobretot entre els pirates, on era normal que els pirates adults raptessin nois joves durant les seves incursions perquè es convertissin en nous pirates i en els seus amants, ja que les dones no estaven ben considerades en la pirateria.

#### Rússia
La Rússia medieval era coneguda per la seva tolerància envers l'homosexualitat i la forma en què va ser difosa. Així com altres formes de l'homosexualitat, la pederàstia era molt comuna. Els joves imberbes eren considerats com una alternativa a les dones, i l'afaitat es considerava una invitació a la sodomia entre homes. Els banyas, cases de banys tradicionals de Rússia, eren llocs on els homes mantenien relacions sexuals amb adolescents que treballaven allí i pegaven als homes amb branques de bedoll, i fregaven la seva esquena. Més tard, del segle xviii en endavant, les cases de bany encara prosperaven i les escoles de cadets i la del Cos Imperial i l'Escola de Jurisprudència van ser els focus de l'activitat homosexual entre els nois. A Rússia les lleis són molt lleus en comparació amb les de la resta d'Europa occidental en la qual l'homosexualitat era il·legal, tot i que es va prohibir entre els soldats a principis del segle xviii, i va ser declarat il·legal per la resta de la societat en la dècada de 1830, però fins i tot aleshores les noves lleis no s'apliquen estrictament, i al final del segle xix a Sant Petersburg hi havia una important comunitat gai.

#### Anglaterra

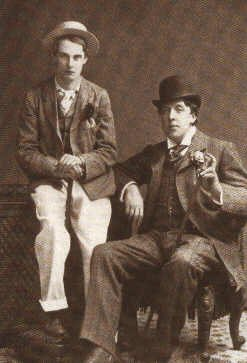
Lord Alfred Douglas i l'escriptor Oscar Wilde.

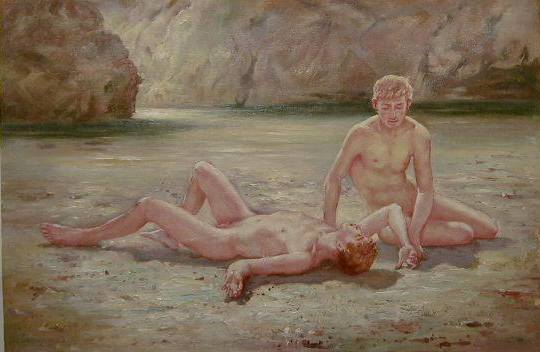
Grup de bany (Bath group (Noonday Heat) (1911) d'Henry Scott Tuke (1858–1929). Diverses de les obres conegudes de Tuke són nuus d'homes i nois joves; i l'artista es troba estretament relacionat amb l'uranisme.

A Anglaterra, les escoles públiques, amb un ambient masculí, sovint creava una atmosfera homoeròtica, a causa de l'èmfasi en els clàssics, i les relacions homosexuals es van formar i acceptar en silenci, tant entre alumnes com entre professors i alumnes. Tanmateix, hi ha hagut alguns escàndols al voltant d'aquestes relacions. A mitjans del segle xix, William Johnson Cory, un reconegut mestre d'Eton College des de 1845 fins a la seva dimissió forçada el 1872, va evolucionar d'un estil pedagògic pederàstic que influí en diversos dels seus alumnes. La seva Ionica, obra poètica que reflecteix la seva sensibilitat pederàstica, era llegida en cercles intel·lectuals i "causà enrenou" a Oxford el 1859. Oscar Browning, un altre mestre d'Eton i antic estudiant de Cory, seguí els passos del seu tutor, essent igualment acomiadat el 1875. Es creu que ambdós van influir a Walter Pater d'Oxford, l'estètica del qual promogué la pederàstia com la veritable expressió de la cultura clàssica.
També a l'Anglaterra del segle xix, la pederàstia era un tema en les obres de diversos escriptors coneguts com els "Poetes Urànics" (Uranian poets). Encara que la majoria de poetes Urànics són considerats avui en dia d'importància menor, cal destacar entre els més prominents representants a Walter Pater, Gerard Manley Hopkins i Oscar Wilde. Hopkins i Wilde van ser profundament influïts pel treball de Pater. Wilde va escriure una sèrie d'obres homoeròtiques i pederàstiques encara que no en el sentit "elevat" que era sostinguda per Pater i Hopkins en diverses obres. En el cas de Hopkins, "Hopkins va ser sovint, cal admetre, sorprenentment “Ruskinià” en el seu amor cap a Aristòtil i les seves disposicions, però, va ser als peus de Pater - l'unificador victorià de l'eros, la pedagogia i l'estètica "- que mai va romandre Hopkins." Un altre escriptor notable sobre la pederàstia de finals de segle xix fou John Addington Symonds i els seus assaigs A Problem in Greek Ethics and A Problem in Modern Ethics (Un problema a l'ètica grega i un problema a l'ètica moderna) són unes de les primeres apologies de l'homosexualitat en anglès.

#### Persecució dels homosexuals a l'Alemanya nazi

El Triangle rosa, símbol amb el qual es marcava als homosexuals en els camps de concentració nazis.

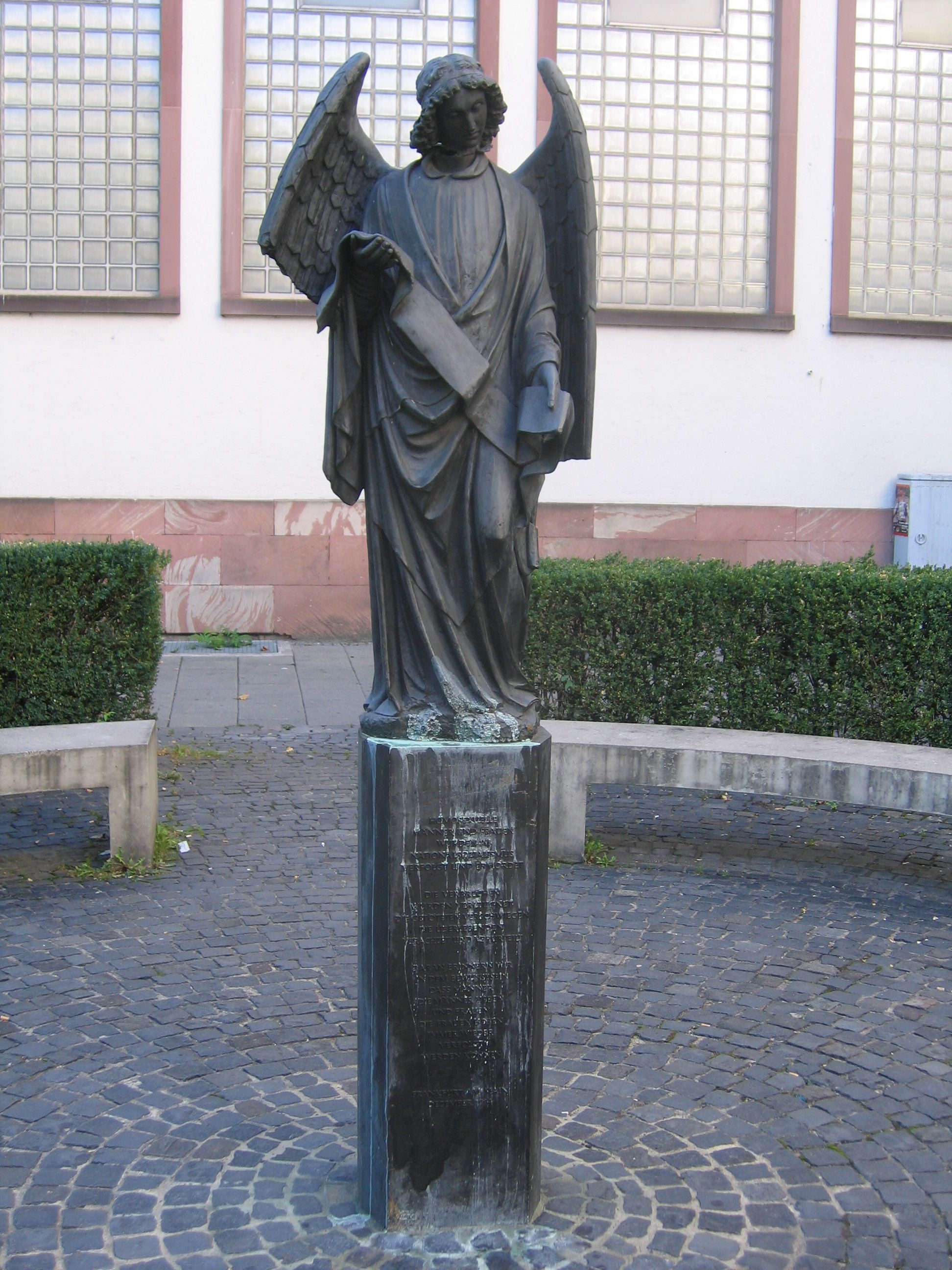
Àngel de Frankfurt

La persecució dels homosexuals a l'Alemanya nazi es va fonamentar principalment sobre la premissa que l'homosexualitat era incompatible amb la ideologia nacionalsocialista perquè els homosexuals no es reproduïen i, per tant, no perpetuaven la raça ària. L'homosexualitat constituïa una de les proves de degeneració racial que, a més, es transmetia per vici d'uns individus a uns altres; per això les autoritats havien de posar tots els mitjans al seu abast per evitar la seva extensió.
El Frankfurter Engel (àngel de Frankfurt) va ser el primer monument d'Alemanya en memòria dels homosexuals perseguits pel nazisme i, posteriorment, pel paràgraf 175 del codi penal alemany. Com el seu nom indica el monument és l'estàtua d'un àngel subjectant una banda. L'obra va ser el primer monument commemoratiu de les víctimes homosexuals de l'holocaust a Alemanya. Els següents en ser erigits a Alemanya van ser el Triangle rosa de Colònia (1995) i el Monument als homosexuals perseguits pel nazisme de Berlín (2008).
A la base de l'estàtua hi ha una inscripció en alemany que diu:  "Els homes i dones homosexuals van ser perseguits i assassinats durant el règim nacionalsocialista. La matança va ser ocultada i negada, menyspreant i condemnant als supervivents. Per això els recordem i als homes que estimen altres homes i les dones que estimen altres dones que sovint encara segueixen sent perseguits. Frankfurt del Main. Desembre 1994. " La inscripció al·ludeix al fet que els homosexuals no només van ser perseguits durant el règim nazi, sinó que l'article 175 va seguir vigent i no es va reformar la prohibició respecte a les pràctiques homosexuals entre adults fins a 1973, servint per condemnar fins i tot als supervivents dels camps de concentració. Fins que va ser derogat completament el 1994. El que va causar que els homosexuals no poguessin fer durant anys cap reclamació i fossin l'últim grup de víctimes a ser oficialment reconegut.

#### Catalunya
L'homosexualitat a Catalunya ha tingut una història paral·lela a l'europea, en tant que els homosexuals que hi han viscut sota els règims, cultura i costums habituals del país, i per tant, la repressió ha estat el motiu constant, des de la Baixa edat mitjana fins al segle xx. Bàsicament, es parla d'una certa permissivitat durant la conquesta romana de la Tarraconense i la posterior invasió visigòtica, l'assimilació a la manca de virilitat i la burla, en l'Alta edat mitjana, i les condemnes cada cop més dures des de la Baixa edat mitjana i fins ben entrat el segle xviii. A partir del segle xix i l'entrada d'idees provinents tant del romanticisme en aspectes culturals, com de la psicologia i la medicina moderna, l'homosexualitat ocupa una posició més discreta, ja despenalitzada en certs moments. No serà fins al segle xx que tornarà a ser objecte de condemnes per part del franquisme.
Sitges ha estat modernament reconeguda com una destinació "gay friendly" i des del 2010 hi té lloc la "Gay Pride", una desfilada i trobada festiva.
La història de l'homosexualitat a Catalunya ha estat estudiada pel periodista Albert Torras i Corbella.

## Societat i homosexualitat
Molts moralistes i diferents membres de grups religiosos segueixen considerant que l'homosexualitat és una desviació sexual i un pecat, motiu pel qual l'homosexualitat ha estat prohibida en molts països i cultures al llarg de la història, ja sigui castigant a l'homosexualitat en si o bé algunes pràctiques sexuals associades amb ella (com la penetració anal, la penetració bucal o la masturbació), tot i que aquestes pràctiques no són exclusives de les persones homosexuals. En moltes cultures la relació homosexual, encara que fos consensual (és a dir, practicada per un acord de tots dos membres de la parella), va arribar a considerar-se un crim.

### Educació sobre l'homosexualitat
Centres escolars infantils com les escoles de Massachusetts i altres àrees dels Estats Units estan ja ensenyant als nens de l'escola elemental o primària a equiparar les relacions homosexuals a les del matrimoni entre un home i una dona. Més encara, en nom de la tolerància social (que significa no únicament "tolerar", sinó una consideració profunda, a través de la reflexió, de les diferències humanes) i de la no discriminació s'han elaborat contes infantils amb temàtica homosexual, amb el propòsit que des de primerenca edat els nens percebin que l'homosexualitat és una variable natural més en la diversitat dels membres individuals de tota societat. Això situa a molts pares davant d'una posició intolerable per a ells, perquè no desitgen entrar en particulars sobre l'homosexualitat amb un nen petit, i l'única solució per a molts d'aquests pares ha estat retirar als seus fills d'aquestes escoles públiques i buscar altres alternatives.

### Despatologització de l'homosexualitat
El 17 de maig de 1990 l'Assemblea General de l'Organització Mundial de la Salut (OMS) va manifestar que «l'homosexualitat no és una malaltia, tampoc un trastorn ni una perversió». En aquesta assemblea es va aprovar la 10a edició de la Classificació Internacional de Malalties (ICD-10) que excloïa l'homosexualitat com a malaltia.
No es coneixen informes escrits o articles d'avaluació d'experts que expliquin les motivacions de l'OMS per eliminar l'homosexualitat de la ICD-10. Tanmateix, es considera que la recerca científica —que s'oposava al concepte de malaltia— i la desclassificació de l'homosexualitat com a trastorn mental per part de l'Associació Americana de Psiquiatria (APA) van afavorir aquest posicionament.
L'APA havia suprimit el 1973 l'homosexualitat del Manual diagnòstic i estadístic dels trastorns mentals (DSM). Un canvi que es va publicar en la sisena impressió del DSM-II. Malgrat això, el manual contenia un nou diagnòstic, el trastorn de l'orientació sexual (SOD), que considerava l'homosexualitat una malaltia si la persona patia angoixa per sentir atracció sexual cap a persones del mateix sexe o si la persona volia canviar la seva orientació sexual. Així doncs, encara que l'homosexualitat ja no es considerava una malaltia, el nou diagnòstic va ser utilitzat per legitimar les pràctiques de conversió.
En la nova versió del DSM de 1980 (DSM-III), l'APA va substituir el trastorn de l'orientació sexual per l'homosexualitat egodistònica, que es diferenciava de l'homosexualitat egosintònica que no provocava problemes i, per tant, no necessitava tractament. Més endavant, en el DSM-III-R de 1987, es van suprimir aquestes dues categories, però el concepte de l'homosexualitat egodistònica va persistir sota el diagnòstic del trastorn sexual no especificat d'una altra manera, ja que aquest diagnòstic "calaix de sastre" incloïa com a exemple «l'angoixa persistent i pronunciada sobre la pròpia orientació sexual».
Així doncs, l'OMS va publicar la ICD-10 de 1990 seguint els criteris establerts per l'APA en el DSM-II de 1973, és a dir, va despatologitzar l'homosexualitat per se. Tot i això, la ICD va seguir classificant patologies relacionades amb l'orientació sexual i l'expressió de gènere, ja que va introduir un nou rang de diagnòstics titulat trastorns psicològics i de comportament associats al desenvolupament i orientació sexual, entre els quals hi havia el trastorn de maduració sexual, l'orientació sexual egodistònica i el trastorn de relacions sexuals.
Posteriorment a la publicació de la ICD-10, l'APA va crear el DSM-IV (1994) i el DSM-IV-TR (2000), que van mantenir el diagnòstic del trastorn sexual no especificat d'una altra manera. Va ser el 2013, amb la publicació del DSM-V, quan l'APA va suprimir totes les malalties relacionades amb l'homosexualitat.
La nova versió de la Classificació Internacional de Malalties, la ICD-11, està programada pel 2018. Com a part del procés de revisió, l'OMS va designar un Grup de Treball amb relació a les classificacions dels trastorns sexuals i la salut sexual, anomentat WGSDSH, que es va encarregar de considerar els avanços científics que van tenir lloc des de la publicació de la ICD-10, per tal d'aportar reocmanacions sobre les categories relacionades amb la sexualitat.
L'esmentat Grup de Treball va recomanar que les categories adscrites als trastorns psicològics i de comportament associats al desenvolupament i orientació sexual de la ICD-10 fossin eliminades completament en la versió de la ICD-11. Ja que després del treball de revisió, van concloure que «classificar el diagnòstic partint de l'orientació sexual no és justificable a partir de les perspectives de la salut pública, de la pràctica clínica ni de la investigació». A més a més, van explicar que «les necessitats de les persones que no tenen un trastorn mental o de comportament poden classificar-se usant les categories Z si, per exemple, requereixen consells amb relació a la seva sexualitat». D'aquesta manera, el Grup de Treball afirma que si s'apliquen les seves recomanacions «la ICD-11 encararà les necessitats de les persones homosexuals de manera coherent amb una bona pràctica clínica i amb els principis dels drets humans i la missió de l'OMS».

### Homofòbia
L'homofòbia és l'aversió, l'odi irracional, la por, el prejudici o la discriminació contra homes o dones homosexuals, encara que també sol incloure's a les altres persones que integren a la diversitat sexual, com és el cas de les persones bisexuals o transsexuals, i també a aquelles que mantenen actituds o hàbits comunament associats a l'altre sexe, com els metrosexuals i les persones "amb ploma".
Aquestes actituds respecte al col·lectiu homosexual estan molt esteses per les diverses societats, sent generalment inversament proporcional al desenvolupament econòmic, democràtic, cultural i urbà d'una societat (d'aquesta manera, trobem que on està menys estesa és a l'Europa occidental i a les ciutats de la resta del món occidental, mentre que és molt més acusada a les zones rurals dels països en vies de desenvolupament). Com ja s'ha vist als diversos apartats dels drets del col·lectiu homosexual, l'homosexualitat s'exposa a la pena capital a l'Aràbia Saudita, Unió dels Emirats Àrabs, Iran, Mauritània, Nigèria, el Pakistan, el Sudan i el Iemen, mentre que també és perseguida i castigada en altres països: Bangladesh, Bhutan, Guyana, Índia, les Maldives, Nepal, Singapur i Uganda.

### Religió i homosexualitat
Encara que la relació entre homosexualitat i religió pot variar molt al llarg del temps i de la localització geogràfica, entre diferents religions i sectes, i amb relació a les diferents formes d'homosexualitat i bisexualitat, les organitzacions d'autoritat i doctrines de les majors religions del món, observen negativament l'homosexualitat.

### Mites
Respecte als rols presos pels homosexuals, existeix un mite popular que diu que en les parelles un dels homes adopta el rol d'home i l'altre el rol de dona. D'aquesta manera, l'home més «masculí» és el considerat actiu (el que penetra analment a l'altre i mai és penetrat), mentre que aquell que prefereix ser penetrat és considerat passiu i, per tant, és més femení o més «efeminat». Aquest mateix mite també s'aplica a les dones lesbianes: una d'elles tindria faccions, musculatura, actitud i robes més «masculines» (la considerada «activa»), mentre que l'altra seria més «femenina» (la considerada «passiva»). En realitat succeeix que, en la major part dels casos, cap persona homosexual és exclusivament «activa» ni «passiva» durant tota la seva vida, i també que, en una mateixa relació de parella, els rols són dinàmics, és a dir, es van modificant amb el temps.

### Situació per continents

#### Àfrica
Malgrat que ha estat negada o ignorada pels exploradors europeus, l'homosexualitat ha estat present a l'Àfrica nativa i ha pres diverses formes:
- Els antropòlegs Murray i Roscoe van informar que les dones a Lesotho estableixen relacions "duradores i eròtiques" socialment acceptades, relacions que es denominen motsoalle.[72]
- I. I. Evans-Pritchard va informar que els guerrers Azande (en el nord del Congo) es casaven rutinàriament amb nois joves que servien com a esposes temporals. Aquesta pràctica es va tornar obsoleta a principis del segle xx, però la hi van comunicar els ancians del lloc.[73]
- Un article acadèmic de Stephen O. Murray examina la història de les descripcions de l'homosexualitat a l'Àfrica tradicional subsahariana: "Homosexualitat a l'Àfrica tradicional subsahariana" (PDF)

#### Amèrica Llatina
Les pràctiques homosexuals a Llatinoamèrica són legals en tots els països d'aquesta regió. L'últim país a despenalitzar-les va ser Nicaragua, deixant de considerar delicte l'homosexualitat en el codi penal que va entrar en vigor el 2008. Cuba és un cas especial: l'homosexualitat és legal i no està penada, encara que el seu tractament segueix subjecte a una certa arbitrarietat. En els últims anys, no obstant això, sembla que la persecució ha cedit al país del Carib.
Àdhuc sent fort l'homofòbia dins d'algunes societats d'aquesta regió, els legisladors han fet esforços que han aconseguit que Llatinoamèrica sigui un dels llocs amb les legislacions més tolerants i progressistes del món. La majoria dels països tenen legislació contra la discriminació per l'orientació sexual, entre aquests estats estan l'Argentina, Bolívia, el Brasil, Colòmbia, Costa Rica, l'Equador, Mèxic, Nicaragua, el Perú, l'Uruguai, Veneçuela, i recentment Xile, així com Puerto Rico i totes les dependències franceses del Carib.
El 15 de juliol de 2010, l'Argentina es converteix en el primer país llatinoamericà que aprova la llei del matrimoni entre persones del mateix sexe. Seguit tres anys després per l'Uruguai i el Brasil el 2013, a Mèxic solament es reconeix en tres entitats federatives com el Districte Federal i els estats de Quintana Roo i Coahuila.

#### Amèrica del Nord

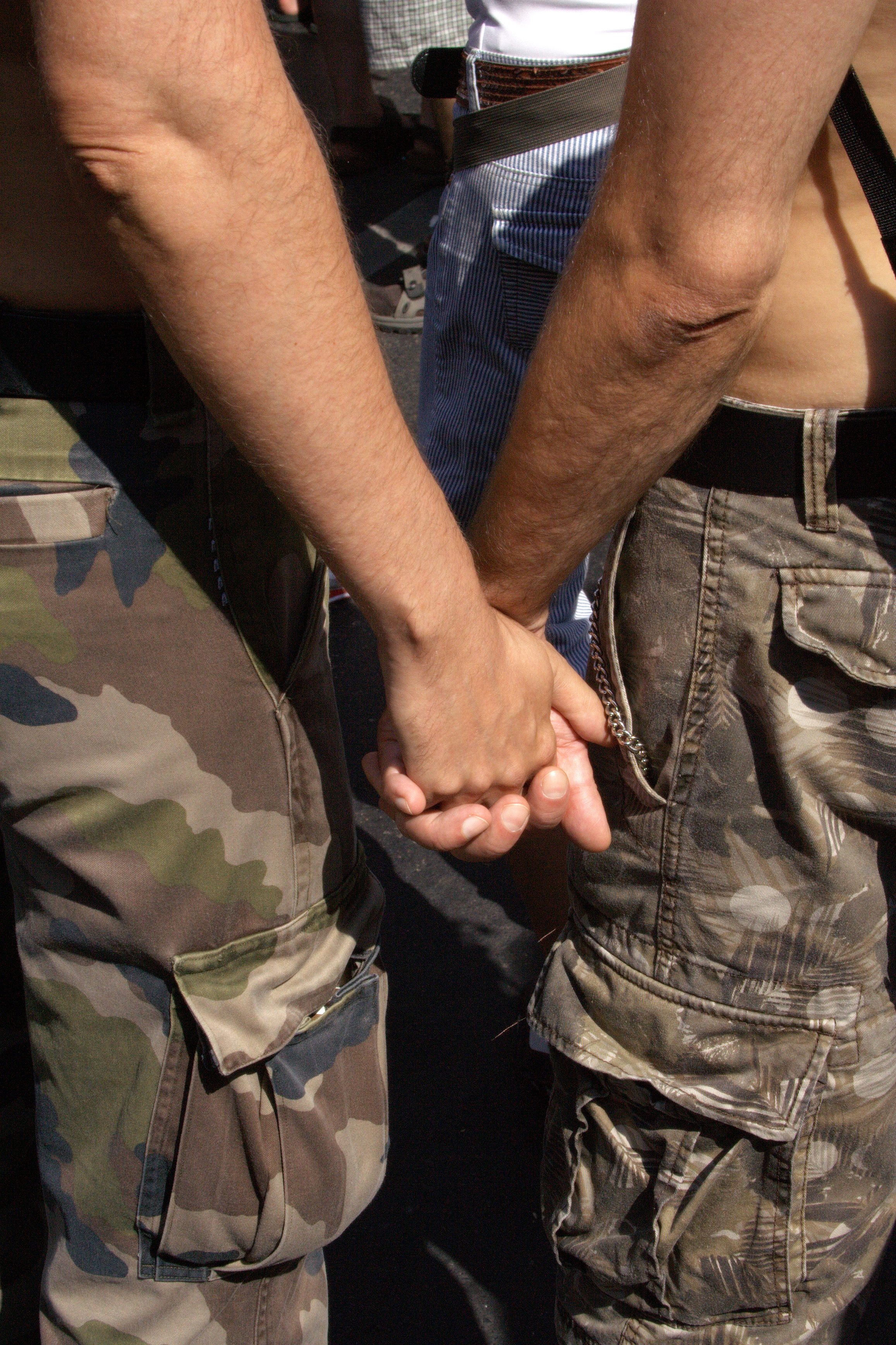
Vista parcial d'una parella homosexual agafada de la mà.

A l'Amèrica del Nord l'homosexualitat no és perseguida legalment a cap territori, però en la pràctica els homosexuals solen ser objecte de discriminació en diverses zones, especialment als territoris rurals dels Estats Units i a Mèxic, doncs allí es troben nuclis ultraconservadors que la veuen com una malaltia i, conseqüentment, tracten de "sanar" als membres del col·lectiu o la persegueixen (si bé el maltractament tant físic com psicològic no es dona exclusivament en aquests territoris). En aquesta mateixa línia, existeixen diversos llocs on els pares d'homosexuals envien allí als seus fills per “guarir-los”.
No obstant això, en ciutats com Nova York o San Francisco i al Canadà els membres del col·lectiu LGBT són més respectats, sent l'homosexualitat acceptada de forma similar que a l'Europa occidental. A més, és a l'Amèrica del Nord on el moviment homosexual va començar a aparèixer de forma organitzada políticament i rellevant amb el motiu del rebuig al succeït a Stonewall. Existeixen diverses publicacions orientades cap a aquesta comunitat, així com llocs de trobada. També es produeixen pel·lícules i sèries destinades a la comunitat homosexual o que tracten com a tema principal l'homosexualitat (alguns exemples, als Estats Units, són les sèries de televisió Queer as Folk i Will & Grace i la pel·lícula Brokeback Mountain, aquesta última dirigida per Ang Lee; tot això fa que la comunitat homosexual nord-americana sigui una de les més desenvolupades i visibles del món.

#### Àsia
En el continent asiàtic existeixen diverses lleis pel que fa a l'homosexualitat, la major part dels països de l'Orient Mitjà es castiga des dels anys de presó fins a la pena de mort, excepte Israel, Jordània, l'Iraq i Turquia. En el primer i en l'últim tenen lleis antidiscriminatòries on es castiga l'homofòbia. Als països de l'Extrem Orient, en la major part dels països és legal, menys a Birmània, Brunei, Malàisia, Singapur i entre d'altres, que solament es castiga des dels anys de presó fins a la cadena perpètua. En països com Cambodja, Corea del Sud, Japó, Tailàndia, Taiwan i sobretot Filipines, ja existeix una major acceptació o tolerància on es respecta aquesta orientació sexual, si bé encara es dona una discriminació aïllada per algunes societats. Encara que també ja compten amb lleis antidiscriminatòries per evitar l'homofòbia. A més en països com la Xina, Corea del Nord, Indonèsia, Laos, el Vietnam i entre d'altres, l'homosexualitat és legal però encara reprimida, encara que a la Xina va ressorgint un alt grau d'acceptació o tolerància per reconèixer alguns drets legals. A l'Índia l'homosexualitat és il·legal i considerada com un delicte, malgrat l'activisme i les declaracions d'artistes i intel·lectuals del país perquè les lleis contràries a l'homosexualitat siguin abolides o derogades. El 2009 l'homosexualitat va ser legalitzada i novament penalitzada pel parlament indi el 2013, ja que això ha generat molèstia i controvèrsies per part de l'ONU i altres organitzacions internacionals. Malgrat ser considerat encara un tema tabú per una quarta part de la població, els que professen l'hinduisme encara conserven tradicionalment el respecte a l'homosexualitat amb un caràcter sagrat i religiós. A més a l'Índia s'ha estudiat algunes possibilitats de reconèixer certs drets com el matrimoni entre persones del mateix sexe, encara que al país hi ha alguns grups minoritaris religiosos que s'oposen a aquest matrimoni com els sij, els islàmics i les comunitats jueves i cristianes.

#### Europa
En general, l'homosexualitat a Europa s'accepta i es respecta, sent la zona on els homosexuals gaudeixen de millor acceptació tant per la societat civil com per la classe política i la legislació (va ser allí on es van autoritzar per primera vegada tant les unions civils com el matrimoni homosexual). De tota manera, encara queden sectors de la societat clarament homòfobs i des d'algunes institucions (cas del govern de Polònia) l'homosexualitat no és tractada com a la resta del continent. Aquestes dues últimes situacions es donen més freqüentment a l'Europa Oriental que a l'Europa Occidental, on la democràcia porta més temps funcionant.
El Parlament Europeu i el Consell d'Europa han recomanat a tots els estats membres la inclusió en la seva legislació de mesures antidiscriminatòries i d'igualtat per a totes les minories, incloent les sexuals, mesures que ja estan vigents a la major part de l'Europa occidental i s'estan duent a terme a l'Europa oriental.

##### Europa occidental
En els últims anys, l'homosexualitat en aquesta regió té un alt grau d'acceptació, encara que poden presentar-se casos aïllats de discriminació per part d'una minoria de conservadors, especialment en els grups religiosos. Molts països reconeixen la unió civil i Bèlgica, Espanya, els Països Baixos, Suècia, Noruega, Dinamarca, Portugal, Islàndia, França, Luxemburg, Finlàndia, Eslovènia, Irlanda i en tres països constituents del Regne Unit com Escòcia, Gal·les i Anglaterra, han equiparat a tots els seus ciutadans en admetre el matrimoni entre persones del mateix sexe amb plena igualtat legal. En tots aquests països es penalitza la discriminació i el maltractament a les persones per tenir una orientació sexual concreta.
A Àustria i a petits estats com Mònaco i San Marino l'homosexualitat és legal, però encara no existeixen lleis específiques.

##### Europa oriental
A l'Europa Oriental, a diferència de la majoria dels països de la Unió Europea, l'homofòbia i la discriminació persisteixen, tant en els Balcans, incloent Grècia, com en els països bàltics: Estònia, Letònia i Lituània (membres de la Unió Europea) i altres estats de l'antiga Unió Soviètica, en la qual durant el règim comunista l'homosexualitat va ser condemnada i perseguida (des de 1933 fins a la desaparició de l'URSS els homosexuals van ser considerats criminals o malalts).
Amb la caiguda del comunisme, l'homosexualitat va ser despenalitzada a Rússia i altres països, encara que la situació està molt lluny de ser la dels seus veïns occidentals. A Rússia s'ha proposat clarament tornar a la penalització de l'homosexualitat, encara que això no és probable, considerant la pertinença de Rússia al Consell d'Europa. No obstant això, la no penalització no impedeix l'homofòbia i la discriminació, molt evidents en aquest país.
En canvi, a Croàcia, Eslovènia, Hongria i la República Txeca, l'homofòbia ha disminuït, a causa de la pertinença o la proximitat a la Unió Europea. A Croàcia i Hongria es permet la unió civil i se sanciona la discriminació per l'orientació sexual. A la República Txeca la unió civil ja és legal i el matrimoni és legal a Eslovènia des del 2015.
Un cas especial és Romania: malgrat ser l'únic país europeu oriental que va derrocar amb violència un règim comunista que va penalitzar durant molts anys l'homosexualitat, la seva despenalització a contracor no evita l'homofòbia, que és forta i persistent, encara que també s'espera una llunyana possibilitat que es pugui reformar el codi legal, per estendre alguns drets a les parelles del mateix sexe. Alguna cosa similar succeeix a la seva veïna Bulgària.

## Legislació
| Homosexualitat legal Matrimoni homosexual1 Algun tipus d'unió civil1 Matrimoni reconegut però no realitzat1 Parella de fet Unions homosexuals no reconegudes | Homosexualitat criminalitzada/restringida Restriccions de llibertat d'expressió Pena sense aplicació Pena de presó Fins a cadena perpètua Pena de mort |

La majoria dels països no impedeixen les relacions sexuals consensuals entre dues persones no relacionades i amb una edat mínima. Algunes jurisdiccions, a més, reconeixen els drets individuals, protecció i privilegis per a les estructures familiars entre les parelles del mateix sexe, incloent-hi el matrimoni. Alguns països ordenen que tots els individus restringeixin les seves activitats sexuals a les relacions heterosexuals, i en d'altres l'activitat homosexual és il·legal. En aquests països, els homosexuals poden rebre des de penes mínimes a la pena capital —en alguns països musulmans fonamentalistes. Hi ha, tanmateix, una gran divergència entre la política oficial i la seva aplicació.
Els Països Baixos foren el primer estat a reconèixer el matrimoni homosexual. Per contra, les penes contra les unions entre homosexuals o l'activitat homosexual és part de la legislació de molts estats de l'Àfrica, l'Orient Mitjà i el Sud-est de l'Àsia.

### Lluita contra la discriminació
Molts països occidentals han legalitzat l'homosexualitat, seguint recomanacions del Parlament Europeu i del Consell d'Europa.

### Equiparació de drets amb els heterosexuals

#### Unió civil
La unió civil és un dels termes (a la Ciutat de Mèxic existeixen, des del 9 de novembre del 2006, les denominades societats de convivència, concepte que s'aplica no només a parelles home-home i dona-dona, sinó a qualsevol altra parella de persones que, per raons fins i tot no relacionades amb la seva preferència sexual, viuen juntes) usats per a un estat civil similar al matrimoni, creats sobretot per permetre l'accés de les parelles homosexuals als avantatges de les quals gaudeixen els matrimonis heterosexuals. En alguns llocs es disposa també d'unions civils per als heterosexuals que no desitgen formalitzar la seva relació en un matrimoni. Aquestes unions heterosexuals reben el nom legal d'unió lliure. Aquestes unions arriben a ser, en alguns estats, idèntiques al matrimoni, del que només es diferencien en el nom. Les unions civils o parelles de fet en estats en els que no s'hi permeten el matrimoni estan regulades a Andorra, Israel, Hongria, Croàcia, República Txeca, Xile, Itàlia, Suïssa, Bolívia, Jamaica, Curaçao, Aruba, Polònia, Eslovàquia, Eslovènia, Grècia, Estònia, Montenegro, Xipre, Cisjordània, l'Índia, República Popular de la Xina, Vietnam, Japó i Cambodja.

#### Matrimoni homosexual
El matrimoni homosexual és el reconeixement social, cultural i jurídic que regula la relació i convivència de dues persones del mateix sexe, amb iguals requisits i efectes que els existents per als matrimonis entre persones de diferent sexe. Aquest és el pas més avançat per a la total equiparació de drets i deures entre els ciutadans homosexuals i heterosexuals, i s'ha aprovat En l'actualitat, els estats següents reconeixen el matrimoni homosexual:Argentina, Austràlia, Àustria, Bèlgica, Brasil, el Canadà, Colòmbia, Dinamarca, l'Equador, Finlàndia, França, Alemanya, Groenlàndia, Islàndia, Irlanda, Luxemburg, Malta, Mèxic, els Països Baixos, Nova Zelanda, Noruega, Portugal, Sud Àfrica, Espanya, Suècia, República de la Xina (Taiwan), el Regne Unit, els Estats Units i Uruguai.

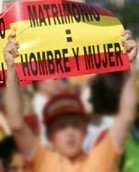
Manifestant del Fòrum de la Família contra el matrimoni homosexual a Espanya.

Però no només a Europa s'ha debatut sobre aquest assumpte, sinó que aquest és un debat vigent en la resta dels països occidentals, com els Estats Units. En aquests debats, habitualment solen estar a favor els sectors progressistes de la societat, és a dir, aquelles organitzacions que estan en pro dels drets de la comunitat lèsbic-gai-bisexual-transgènere (LGBT) i els partits polítics progressistes (la qual cosa no és sinònim d'esquerres, necessàriament), entre els quals es troben majoritàriament els socialdemòcrates, els ecologistes, els centristes i els liberals. En contra del plantejament de canvis en la legislació es troben els sectors conservadors de la societat (l'església tant catòlica com protestant i ortodoxa, principalment), així com dels partits polítics que defensen els seus ideals i/o les maneres de vida tradicionals (els d'ideologies conservadores, nacionalistes o d'extrema dreta) i organitzacions del mateix entorn.
- Arguments a favor: principalment, els qui tenen una postura a favor de la reforma al·leguen que regularitzant el matrimoni homosexual es concedeixen nous drets a un grup de ciutadans (els homosexuals i bisexuals) que fins a aquest moment no tenen/tenien, incomplint d'aquesta manera en alguns casos la Constitució o la legislació vigent (en condemnar la desigualtat i la discriminació, mentre que alguns dels ciutadans no es poden casar amb la persona que volen, mentre una altra part sí que ho poden fer). Amb aquesta extensió de drets, argumenten, no es veuen afectades les llibertats d'altres ciutadans.
- Arguments en contra: solen afirmar que existeix únicament un tipus de família i no diversos tipus, i la seva definició de família diu que es tracta d'una unitat destinada a la procreació i, atès que una parella d'homes, el mateix que una parella de dones, no poden procrear a través dels mitjans "naturals" (els tradicionals), per tant la família queda restringida a la unió d'un home amb una dona. Un altre argument posat en la palestra durant aquests debats és l'arrel etimològica de la paraula matrimoni, que prové del llatí, matri-monium, i significa "unió d'home i dona concertada mitjançant determinats ritus o formalitats legals"[78] Aquest segon argument està especialment orientat en no acceptar que aquestes unions siguin anomenades matrimoni sinó més aviat d'una altra manera, mantenint no obstant això la major part dels drets que això implica.

#### Adopció de fills per part de parelles homosexuals

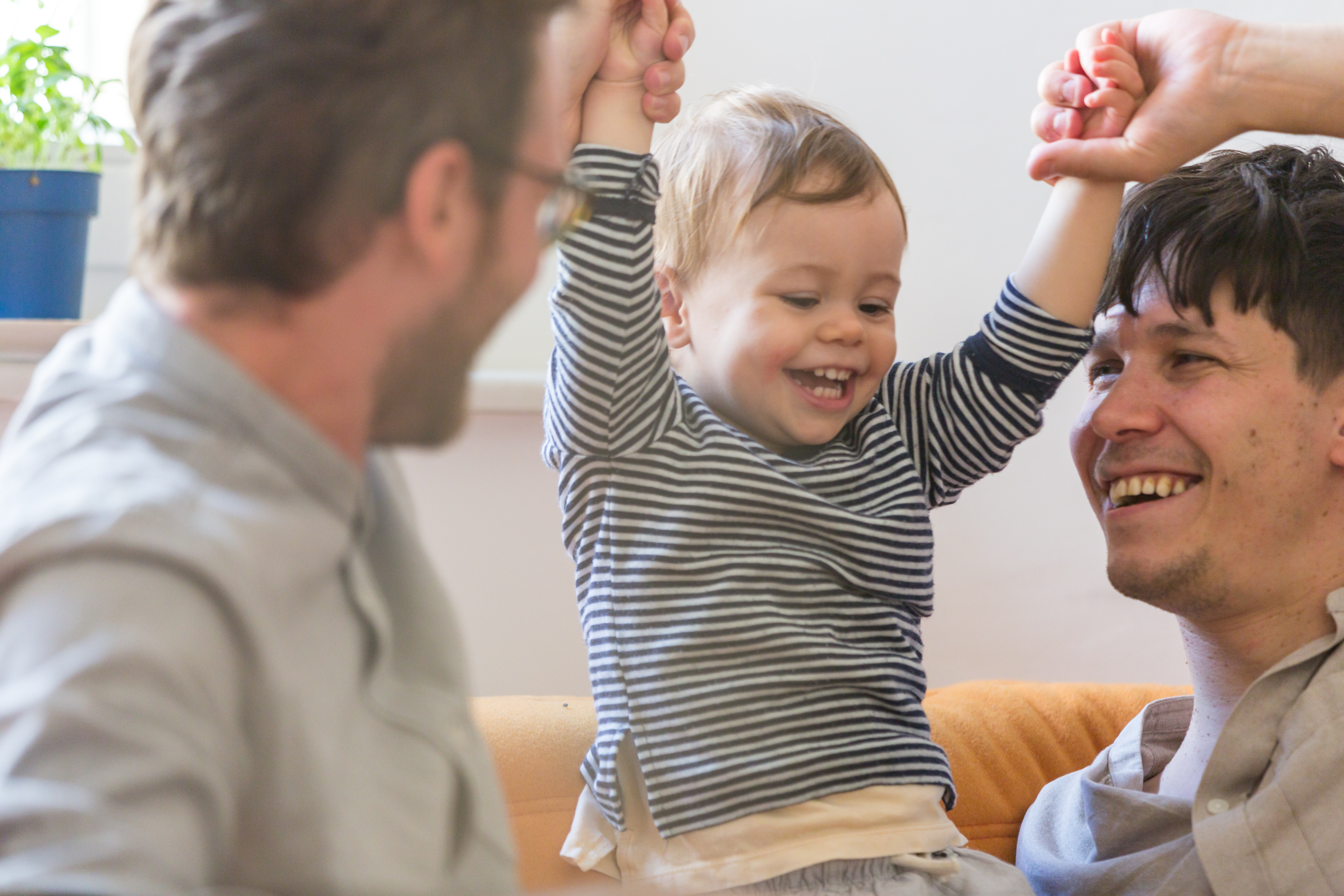
Una parella homosexual cuidant un nadó.

L'adopció de fills per part de parelles homosexuals està autoritzada per llei en un reduït nombre de territoris europeus, nord-americans, i països com l'Argentina. Dona l'oportunitat a les parelles d'homosexuals de tenir fills, reconeixent-los a tots dos com a pares o mares legals. Aquesta ampliació de drets no sol tenir tant suport popular com altres mesures d'ampliació de drets als membres d'aquest col·lectiu (tals com el matrimoni homosexual), malgrat la qual cosa més del 50 per cent (més de la meitat) de la població de Suècia i dels Països Baixos està d'acord amb aquesta mesura.
L'opinió mèdica està una mica dividida sobre aquest tema: per exemple, alguns consideren que l'important per a un correcte creixement dels menors no és el sexe dels pares, sinó l'afecte donat als seus fills. Importants associacions d'especialistes, com l'Associació Nord-americana de Pediatria o el Col·legi Oficial de Psicòlegs de Madrid, es mostren a favor, i diversos estudis científics sobre aquest tema no han trobat que hi hagi cap desavantatge ni deterioració en el desenvolupament psicològic (ni intel·lectual ni emocional) en els nens o nenes criats per una parella d'homes o per una parella de dones. No obstant això, persones com Dale O'Leary, escriptora i investigadora de l'Associació Mèdica Catòlica dels Estats Units, consideren que existeixen riscos per a un nen el ser adoptat per parelles homosexuals.

## Percepció actual de l'homosexualitat a l'estat espanyol
Segons un estudi del govern espanyol, el 2010, un 15% de persones a Espanya, i un 18% si només es compta els homes, opinen que l'homosexualitat és una malaltia; i aquesta opinió és més comuna a partir dels 55 anys. De fet, hi ha psiquiatres que apliquen teràpies per a «curar»-la. Un 23% dels homes i un 17% de les dones estan «poc o gens d'acord» amb el fet que l'homosexualitat sigui una opció respectable.

## Moviment homosexual

Bandera gai

### Nacionalisme homosexual
És un tipus de nacionalisme que es relaciona amb el moviment homosexual. Aquest nacionalisme busca l'emancipació dels homosexuals a causa que es basa en la idea que els homosexuals no són un grup d'éssers humans amb conductes sexuals minoritàries, sinó que són un poble a causa de la seva cultura específica i dels seus costums.
Les idees sobre aquest nacionalisme van des de la creació d'un estat nació fins a una estructura de comunitat similar a la comunitat xinesa Tong.

### Dia de l'Orgull
El Dia Internacional de l'Orgull LGBT (lesbianes, gais, bisexuals i transsexuals), també conegut com a Dia de l'Orgull Gai o simplement Orgull Gai, és la data en la qual es duen a terme una sèrie d'esdeveniments anuals en els quals els homosexuals celebren de forma pública per instar per la tolerància i la igualtat i, per descomptat, per a la desaparició de mites i prejudicis i la lluita pacífica contra la violència cap als homes i dones homosexuals. Sol celebrar-se a la fi de juny o principis de juliol, per ser el 28 de juny la data en la qual es rememoren els disturbis de Stonewall (en els quals la policia es va enfrontar a un grup d'homosexuals i es va produir una baralla entre tots dos grups a Nova York).